# 橋頭糖廠
橋頭糖廠，是一座位於台灣高雄市橋頭區的一座現代機械化的製糖工廠及設施群，於1902年成立，原設施隸屬於臺灣製糖株式會社。是台灣的第一座新式現代化製糖廠，也是標示台灣進入現代工業化時代高速發展的代表性設施群，歸於園區所保存之工業遺產、辦公廳舍及相關歷史性意義，該園區現則指定為高雄市市定古蹟及文化景觀。
該廠區最初名稱為橋仔頭製糖所，後曾一度更名改為橋仔頭糖廠、台糖高雄總廠，目前該糖廠園區及相關附屬設施則是以台灣糖業博物館之名開放民眾參觀。

## 沿革

### 日治時期的創立

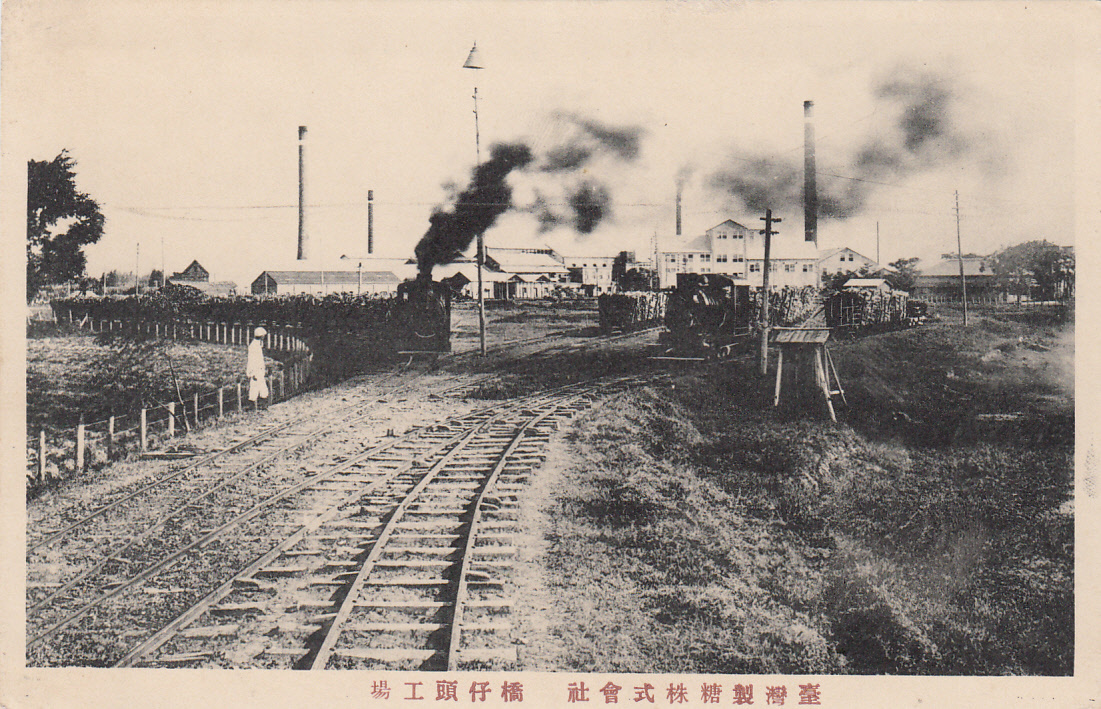
日治時期的橋仔頭製糖所，圖中中央設施為甘蔗專用機關車鐵道。

臺灣日治初期，時任臺灣總督兒玉源太郎上任後為謀求臺灣的財政獨立，發展糖業成為其施政重點之一，而在接受殖產課農務股技手山田熙的「糖業政策意見書」之建議後，決定先在臺灣成立一間大規模的新式製糖會社，在考量資金等問題後，兒玉源太郎便有與三井財閥合作之打算。因此，民政長官後藤新平在明治32年（1899年）12月前往東京後的停留期間，曾於隔年2月與三井物產專務理事益田孝會談，之後他與山田熙又各自與三井物產營業部長福井菊三郎、三井財閥最高顧問井上馨、日本精製糖株式會社社長長尾三十郎和專務取締役鈴木藤三郎等人交涉，但要到兒玉總督明治33年（1900年）5月抵達東京承諾給與新會社為期五年之資本額6%的補助，並在第一年給與12000元後，新會社的臺灣製糖投資案才順利進行。
1900年10月，臺灣製糖推舉鈴木藤三郎擔任社長，在山本悌二郎、益田孝、鈴木藤三郎等相關人士的引介下加入臺灣製糖創設計畫，並於同月訪臺，開始於臺南、高雄地區勘察、擇址臺灣製糖新廠的位置。總督府原建議地點包括臺南蔴荳，山本、鈴木後則前往高雄鳳山、萬丹、東港等區域，在一個月後的探勘後則將候補區縮小至臺南廳曾文街、以及高雄州岡山郡楠梓庄的橋仔頭一帶，後因考慮橋仔頭用水、交通地理具有優勢，因而選定橋仔頭近中崎溪區域作為新廠的所在地點。
結束探勘後，鈴木藤三郎返日參加臺灣製糖創立總會，後於明治34年（1901年）2月15日，臺灣製糖株式會社開始於臺南廳橋仔頭建廠，此外為了確保原料甘蔗供應穩定，收購周邊約746甲土地以闢建自營農場，同期興建建築則包括橋仔頭驛、社宅事務所及俱樂部廳舍，支配人（經理）為山本悌二郎，製糖技師為齊藤定雋。
第一工場的施工期間於該年5月開始，其中由於工場曾遭土匪襲擊，楠梓坑分遣隊20名士兵遂進駐。11月23日，橋仔頭完成機械安裝、進行試運轉，並於12月11日試製砂糖，最終製糖工場於隔年（1902年）1月15日正式使用，其設施最初承接北海道紋鼈製糖所的機械設施，每日壓搾甘蔗量1000公噸，因而成為臺灣的第一所新式製糖工廠。
同年，鈴木藤三郎於廠區中設立黑銅聖觀音塑像作為保佑平安，此外，為避免抗日者偷襲糖廠，該工廠也在建築設立防禦設施，並派遣70名士兵及自組壯丁團以協助防禦。

#### 擴建工程

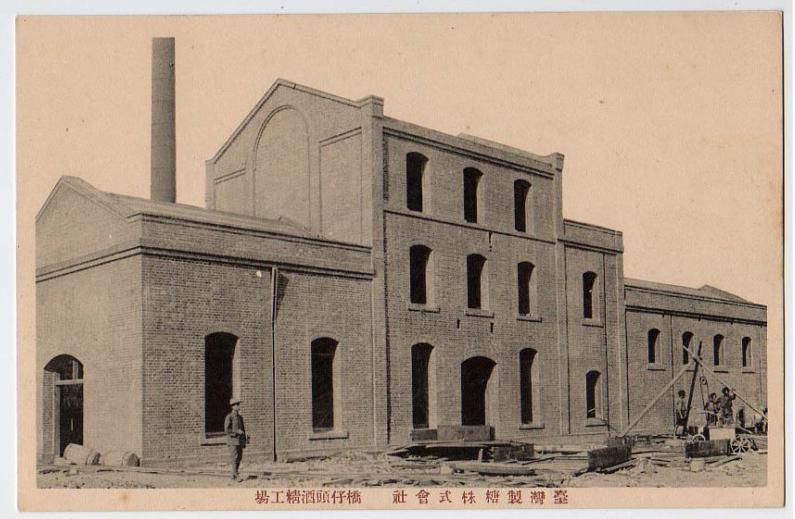
橋仔頭酒精工場，於1908年4月開工。

自明治36年（1903年）開始，橋仔頭製糖所便開始進行廠區的擴建工程，先於同年2月鋪設30英吋軌道的軌道供牛隻牽引作業，後於明治38年（1905年）鋪設電話線路。明治39年（1906年）8月30日，臺灣製糖在東京商業會議所舉辦的第六回定期股東大會及臨時總會上宣布增資400萬日圓，並於橋仔頭增設第二工場與酒精工場，同時準備覓地設立第三工場。
在第一擴建階段，除了於1907年9月15日起正式引進甘蔗專用機關車鐵道及機關車設施外，第二工場則於隔年（1908年）1月動工；酒精工場則於3月落成，4月開工，成為臺灣第一座以糖蜜為原料製造酒精的工廠，至此橋仔頭製糖所重要機能多已具備，周邊自營農場也從746甲擴充自4500甲面積，其作為總會社所在地的地位則直至明治44年（1911年）臺灣製糖本社搬到打狗哨船頭後才告終。
至於橋仔頭製糖所在第二、三階段的擴建，則偏重於員工生活休閒與信仰的空間機能。伴隨著在地的員工人數隨著糖廠規模擴大而增加，廠區也從1911年至1940年代期間開始興建大批宿舍群和休閒設施，並在昭和6年（1931年）11月2日在於廠區與住宅區交接地帶興建橋仔頭神社，取代當地聖觀音信仰。初建階段的主廠區則統籌做為生產與事務區域使用，宿舍群、休閒設備和神社成為員工生活的空間。1939年，廠區東北方則設立運動場、跑馬場和射箭場。1940年，廠長、副廠長之官職宿舍興建完成。
第二次世界大戰期間，橋仔頭製糖所曾大量生產可供作戰鬥機替代燃料的酒精，就近供應予當時停駐於岡山的日本海軍第61航空廠內。被美軍洞悉此舉後，橋仔頭製糖所即被美軍列為針對高雄大轟炸的重點目標之一，多棟建築物於1945年3月25日開始陸續遭到美軍航空部隊的轟炸、其中第一、二工場因製糖機械也遭到支解，其他設備也轟炸中炸毀而無法製糖，因此工廠現仍存留部分彈藥庫、防空洞和防空火炮陣地遺跡。

### 戰後時期及停運

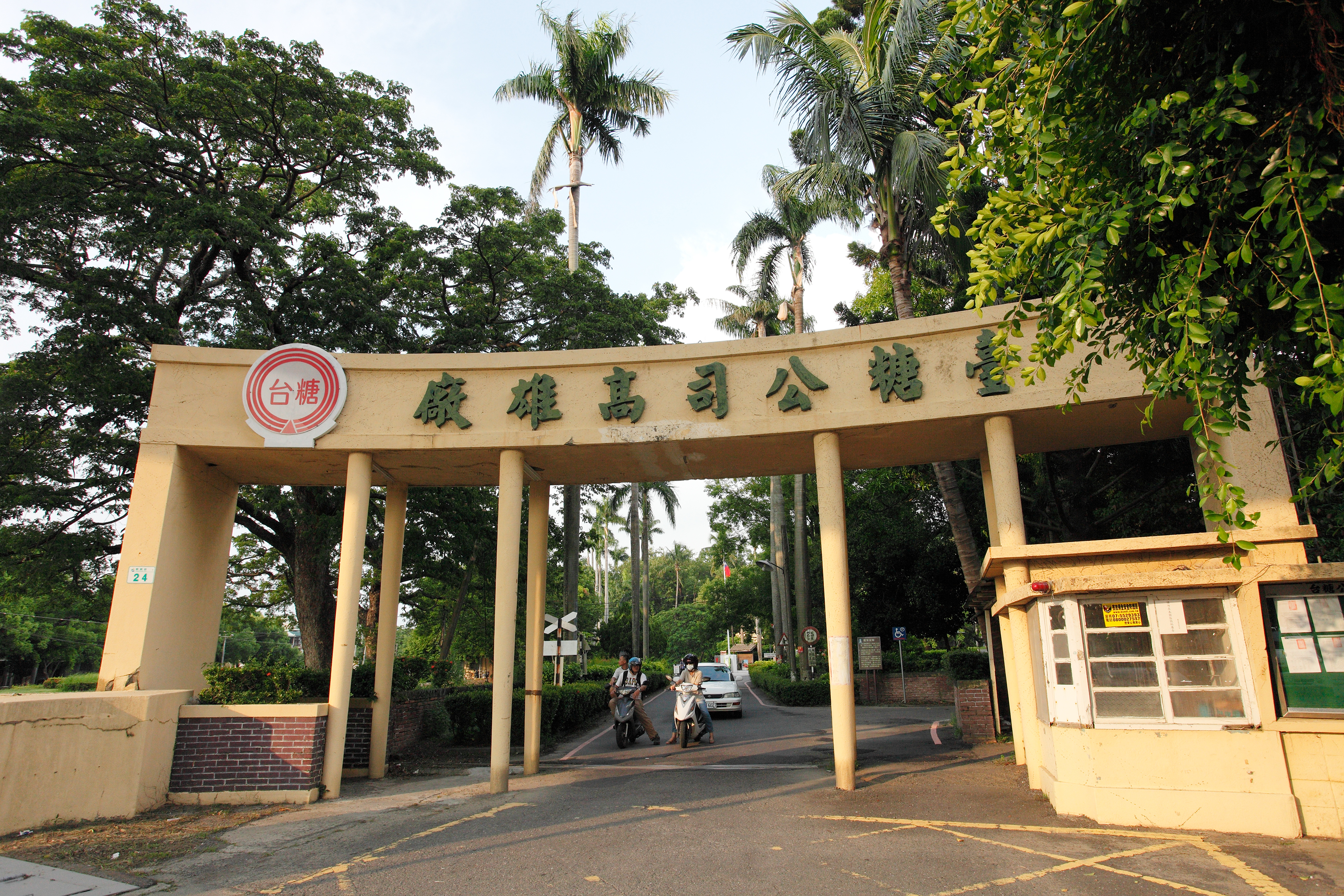
戰後所興建的台灣糖業公司高雄廠大門。

在第二次世界大戰結束後，橋仔頭製糖所等臺灣製糖在臺資產、廠群於1945年11月由台灣糖業公司接收，台糖開始對於廠區設施維修適度地加以整併調整的監理工作，其中第一、二工場在先行修復後暫時恢復製糖流程，此時的廠區土地大致維持日治時期使用方式，1946年6月1日，橋仔頭製糖所正式改名為橋仔頭糖廠，首任廠長由黃澤蓉擔任，員工合計699人。後在1948年，第一製糖工場壓榨室、清淨室、發酵室及倉庫三棟在修復完成，正式恢復製糖工作。
1950年7月1日，台糖總公司改採總廠制，橋仔頭則編入屏東總廠內營運。在此時期，橋仔頭糖廠先於1953年更名為橋頭糖廠。後於1958年因應設備擴充等因素，將第一、二工場正式合併及設立全自動中央控制系統，神社則於1965年改建為中山堂。
1966年7月1日，由於台糖試行大廠制，該廠則與小港糖廠合併更名「高雄總廠」，下轄高雄、仁德、小港糖廠。1967年6月，籌備成立畜殖場，興建種豬舍10棟、肉豬舍8棟，年產肉豬10,000頭。同年10月底，中央控制系統工程完工，壓榨量則提升到3,400噸之規模。
自1970年代開始，由於國際糖價下跌，橋頭糖廠因而開始停止廠內建設營造，並對於廠區設備進行升級，使用半自動化製糖控管；1975年台糖恢復舊制後，「高雄總廠」撤銷，改回「高雄糖廠」，原轄下三個糖廠改隸屏東總廠。1986年，畜殖場停止經營。
1998年原高雄縣政府在進行探勘後，將廠區列為古蹟保存區。1999年2月8日，高雄糖廠製糖工場停止製糖，改制為高雄廠，並於同年6月1日正式停閉製糖工場。。

### 當代

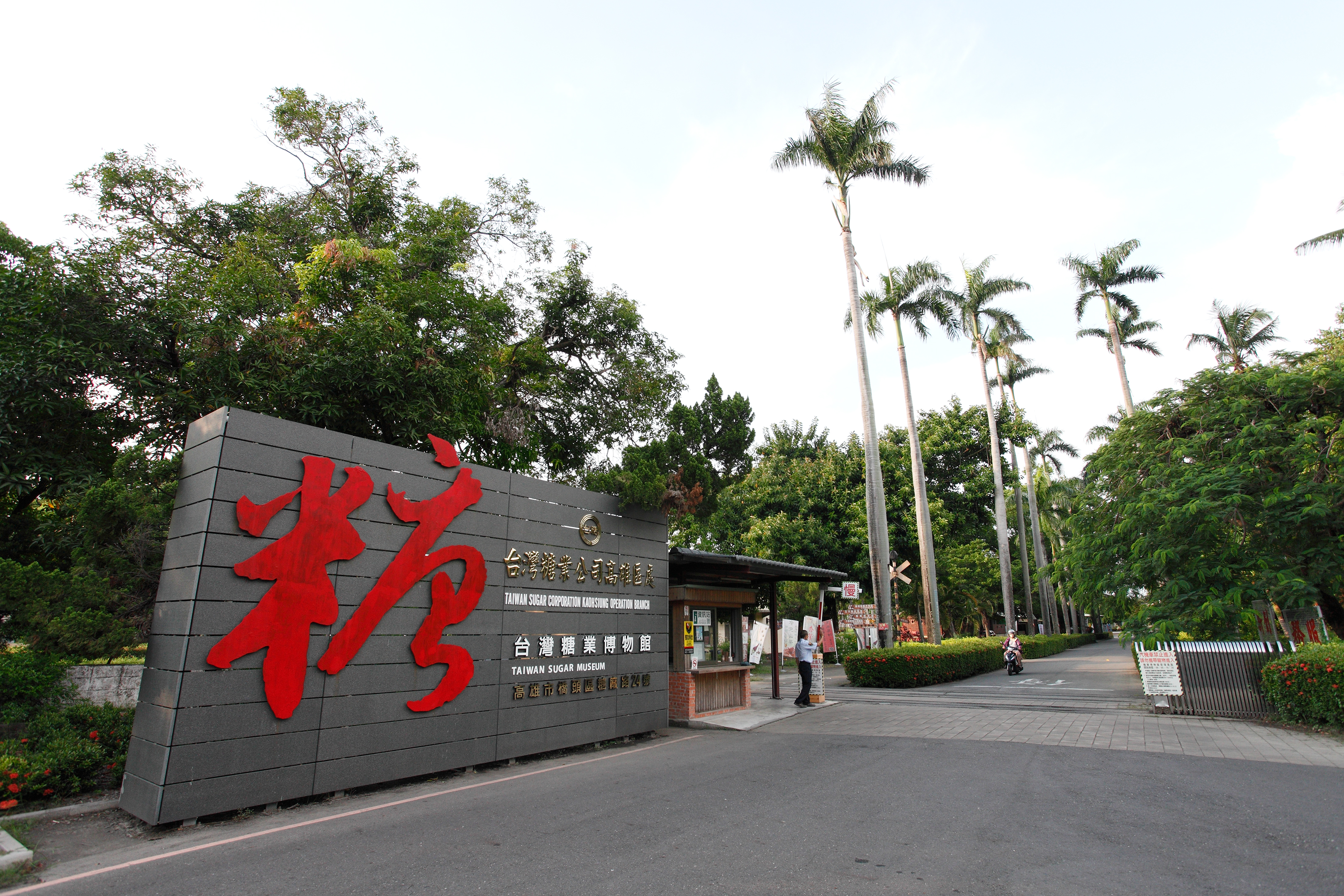
台灣糖業博物館入口，為該園區當代的主要出入口。

自2000年開始，廠區開始推動保存及百年紀念運動，其中社區地方人士於2001年成立並進駐橋仔頭糖廠藝術村，並定期舉辦相關藝術活動。後於2002年9月，「橋頭糖廠」經高雄縣政府公告為縣定古蹟，後於2006年台糖公司將工廠區及辦公區規劃為糖業博物館。博物館由台灣糖業公司高雄區處經營管理，高雄區處轄區包括原旗山糖廠、高雄營運處等區域。。2007年，高雄縣政府再將糖廠區範圍指定為文化景觀，並增設歷史文物館、觀光工廠等設施。以開放實體展示館，展示甘蔗經過壓榨、結晶、分蜜到成品的過程。
現時橋仔頭糖廠分為兩個區域，一為原製糖工廠行政區，現已整建為台灣糖業博物館，另一部份為冰品休憩區與藝術創作區。十鼓文化園區則2010年進駐。此外，區處經管土地之區位、橋頭資產課、綜合經營課、有機園區等部門等行政重心依然於糖廠辦公。

### 影響
隨著橋仔頭製糖廠的成功，臺灣製糖株式會社也隨即開始於臺灣各地設立現代化機械式製糖工廠的興建，這些新式糖廠的規模、生產形式也都以橋仔頭模式為範本進行經營，其中規模最龐大者則為1908年年底竣工，在1909年11月到1910年11月之間進行擴張的阿緱工場。此外，為了應付糖廠成功所伴隨的大量砂糖外銷，橋仔頭製糖廠的糖業，也是間接推動高雄市及打狗港築港計畫的發展之一。

## 園區配置
當前，橋頭糖廠整體面積約為23公頃，其廠區整體空間大體維持日治時期的規劃格局，並保存包括社宅事務所、俱樂部、廠長宿舍、副廠長宿舍、農務課辦公室、警勤隊辦公室、製糖工場、倉庫、鐵道及產業附屬設施。其周圍則保留原作為糖廠宿舍群之藝術村。目前園區共有19座建築或附屬設施具有文化資產身份。此外周圍地區也曾移植實驗樹種，而後隨著擴張而發展專屬森林生態，形成屬於人文和自然交集之文化景觀。
目前橋頭糖廠已規劃成文化園區，並設有博物館、展設廳、五分車系統及部分景觀設施，以展示臺灣糖業文化的歷史、建築、文物、技術、規劃、景觀設計以及對於在地產業發展的影響。

### 辦公區

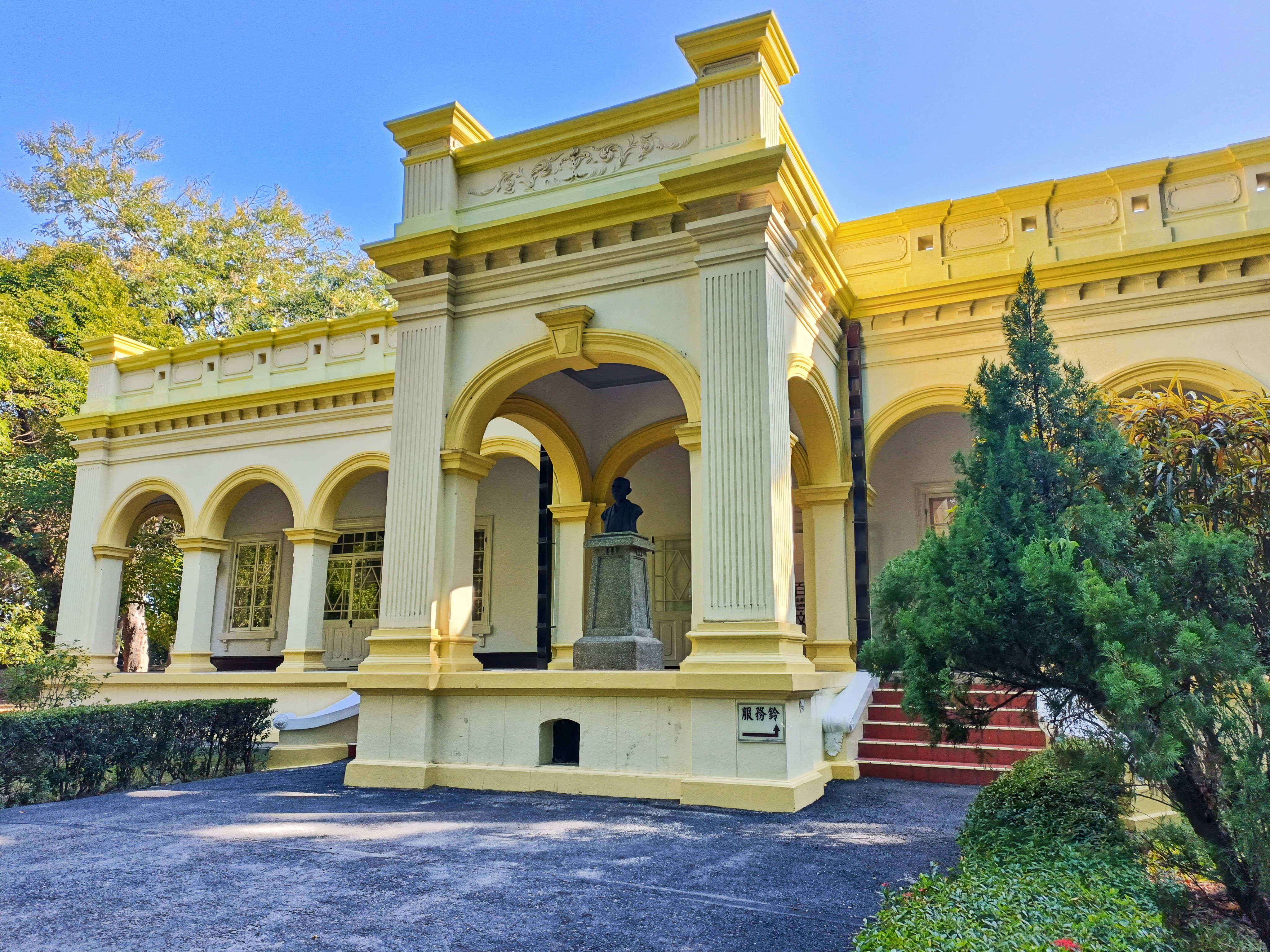
社宅事務所，當前為主園區最知名的歷史建築，建築上方的方孔是創社時為抵禦「土匪」的置槍孔。
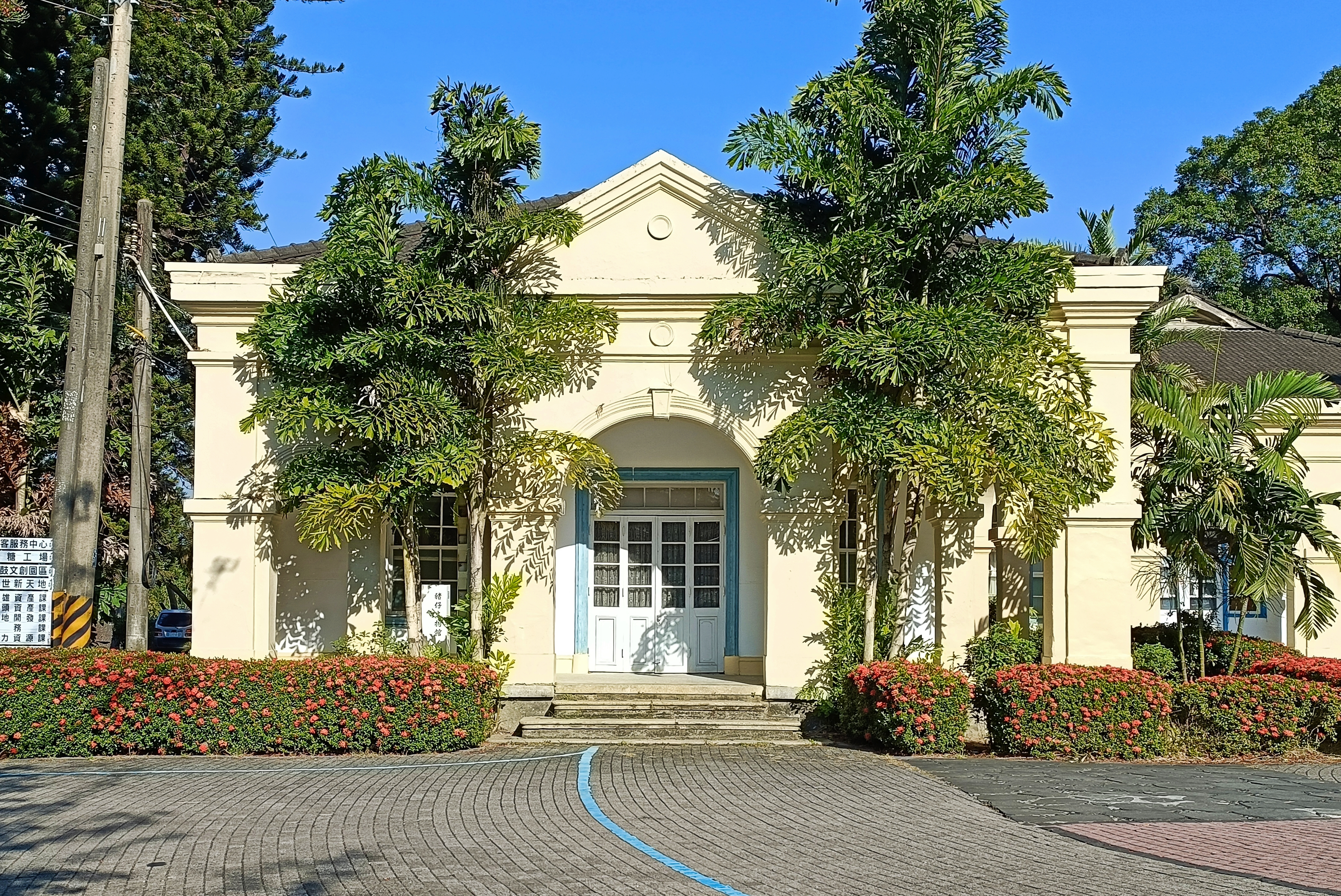
俱樂部主入口。
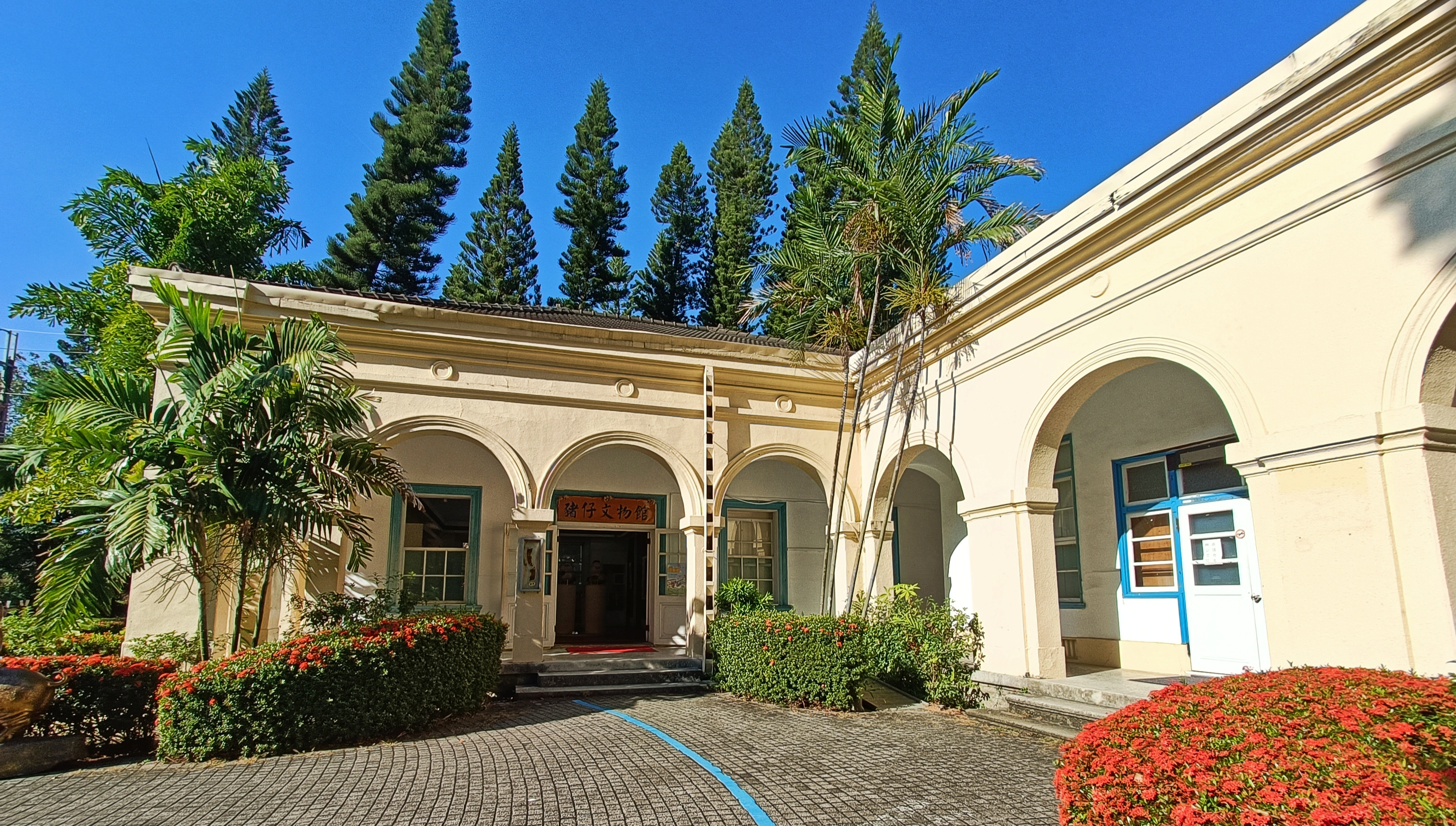
俱樂部側面入口，現作為豬仔文物館入口使用
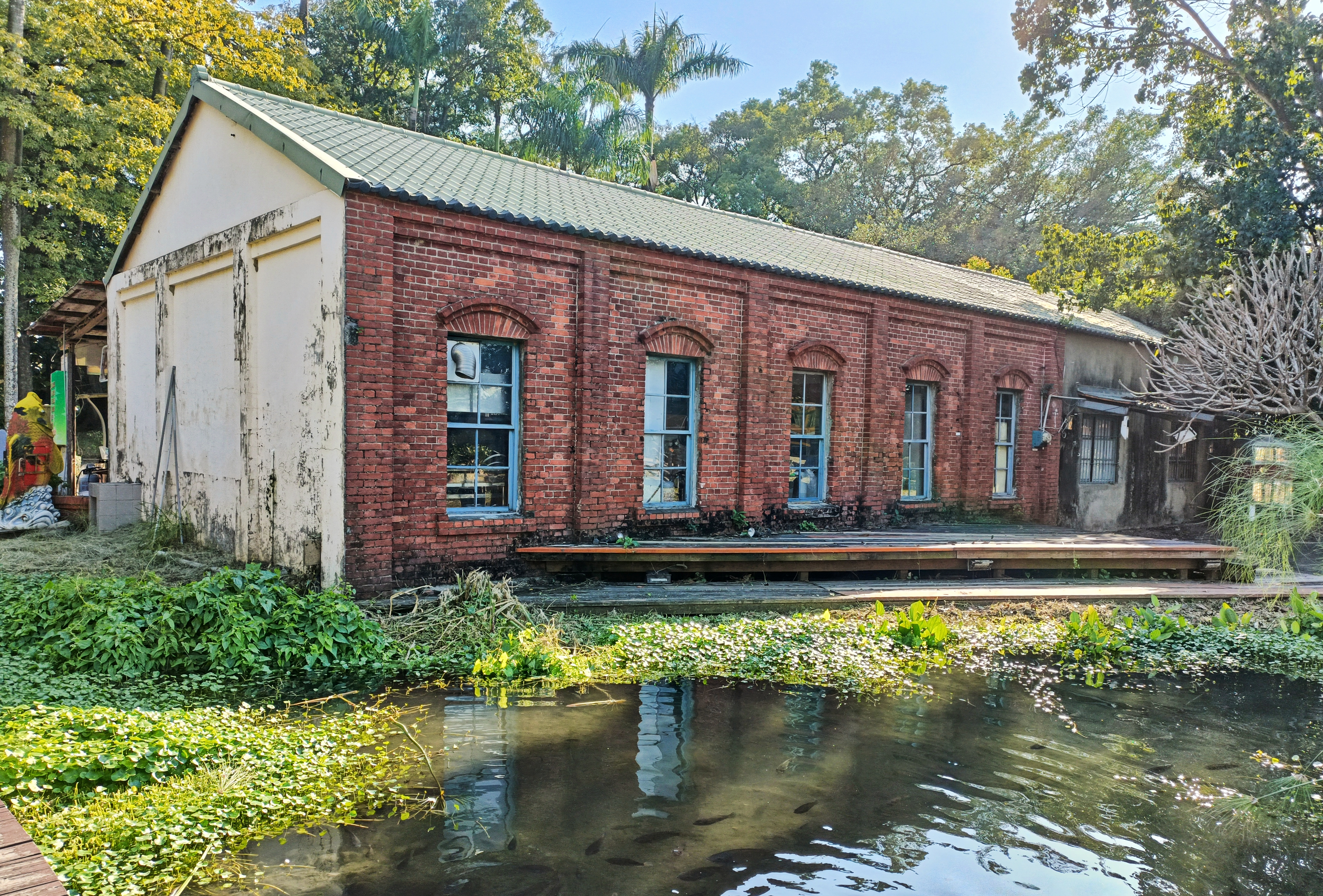
橋頭糖廠少數仍留存的日治時期紅磚建築，現做為餐飲部使用

辦公區為橋頭糖廠主要的行政區域，因此設立了多個公共機關作為提供人員辦公的使用空間，當前該區域所保存建築則包括社宅事務所、俱樂部、人事課廳舍、警衛部、餐飲部等設施。並設有兩排筆直的椰林大道為園區的主要大道。

#### 社宅事務所
社宅事務所最初作為臺灣製糖株式會社社長的辦公室兼住宅所在地，其建築物建造於西元1901年，建築風格則模仿荷蘭殖民地復興建築。建築物的結構採用西洋式的磚石構造。其玄關入口的中央門廊及基座，則是使用來自英國進口的鋼筋混凝土構造，針對早期防禦系統需求，建築物的上方則設置加農砲作為嚇阻或攻擊敵人所需、而迴廊屋頂四周的女兒牆，則開有方型的槍孔提供廠方人員用來持槍應戰。另外房舍下方同時增設地下室以儲備糧食，同時也用於提供人員或其家屬避難等防衛功能。建築物內部除了規劃社長辦公室之外，也設有包括臥室、簡易廚房、浴室等生活機能空間，以利交由社長與其家屬居住使用。

社宅事務所的建築結構上因融合了木造（包括屋架、基樁）、磚砌（牆身）、鋼筋混凝土（觀景台四柱）等結構，因而成為臺灣日治初期公共建築實例中較為重要的工程。其地基則採地上架高結構而以利通風，建築外觀的拱形迴廊、柱頭、柱腳、樓梯及窗框，則可見仿巴洛克风格的灰泥繁複裝飾，其拱廊和連續拱門也具有遮蔽陽光的功能，這源自於考量臺灣南部地區較為炙熱的陽光的基本設計。
2016年，社宅事務所與俱樂部正式進行古蹟本體修復過程，以考究原有建築構造形式，大量採用廠區內資材倉庫的構材進行修復。修復完成後，建築物則作為進行遊客導覽、文創展示及藝文活動等活化再利用展示館使用。

#### 俱樂部
俱樂部同與社宅事務所於西元1901年興建。其建築最初的用途是作為招待高階長官的專屬場所所使用。建築形式風格則與社宅事務所相同，為仿荷蘭殖民地復興建築，然而相較於社宅事務所簡單的平面設計，俱樂部的整體及平面構造則較為複雜，除了在外觀造型較呈現多結構型態外，其建築右側、側面、屋頂結構則是以臺灣檜木為材料的木構造，其餘區域則為磚造結構，整體外觀同以採高結構、迴廊及連續拱門造型互相串連，使建築物的空間感具有變化性，各個空間也設有獨立的出入口。在內部空間，則設有斜撐結構以產生空間視覺變化。
當前的俱樂部則被規劃為糖業文物館、咖啡館及豬仔文物館的等多功能展示館使用。其中豬仔文物館於2012年12月8日舉辦開館揭牌儀式，是由時任台糖總經理魏巍與經濟學家陳師孟教授共同主持其館內本身則展示陳師孟所捐贈的1,400餘件豬公仔、模型，以及由臺糖公司前畜產研究所長戈福江所捐贈的514件豬仔模型，使得該建築物成為當前臺灣最完整、最具特色的豬公仔展示館。
該建築物前方則設有一片空曠的廣場，乃是當時員工的練兵場及守衛隊駐紮之地。

### 文物

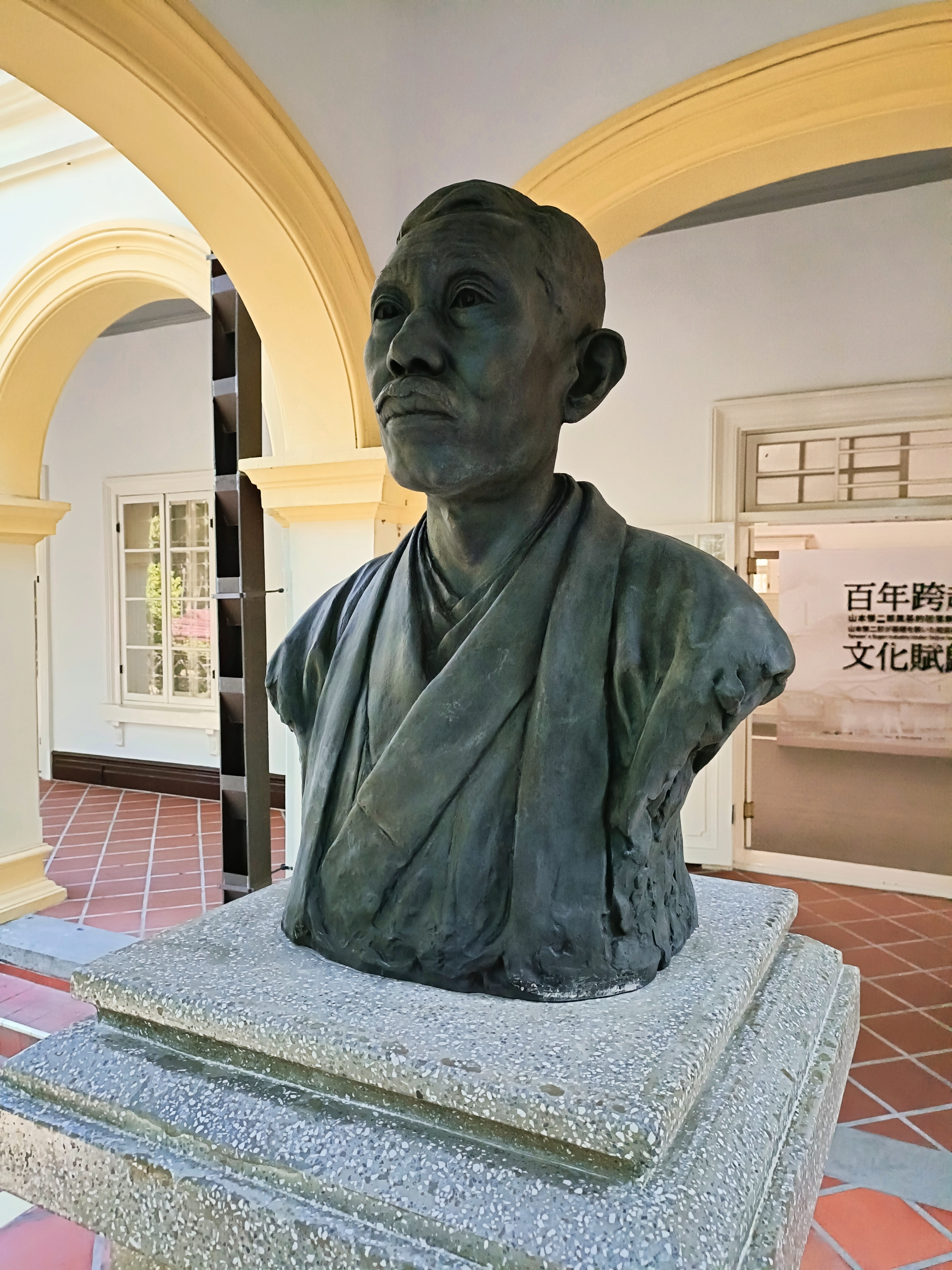
山本悌二郎銅像複製品，於2022年12月17日揭幕於社宅事務所玄關。
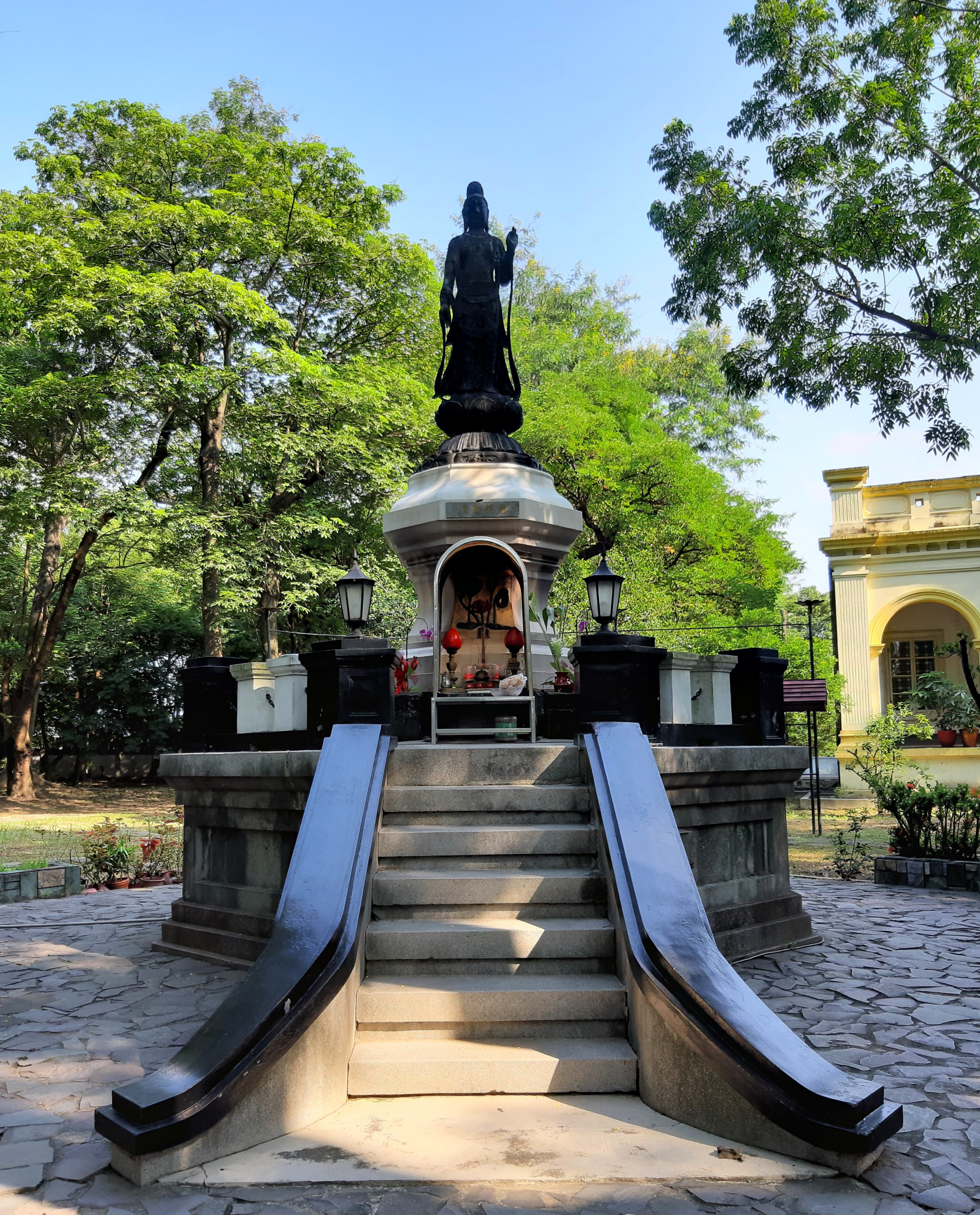
黑銅聖觀音像（1902年）
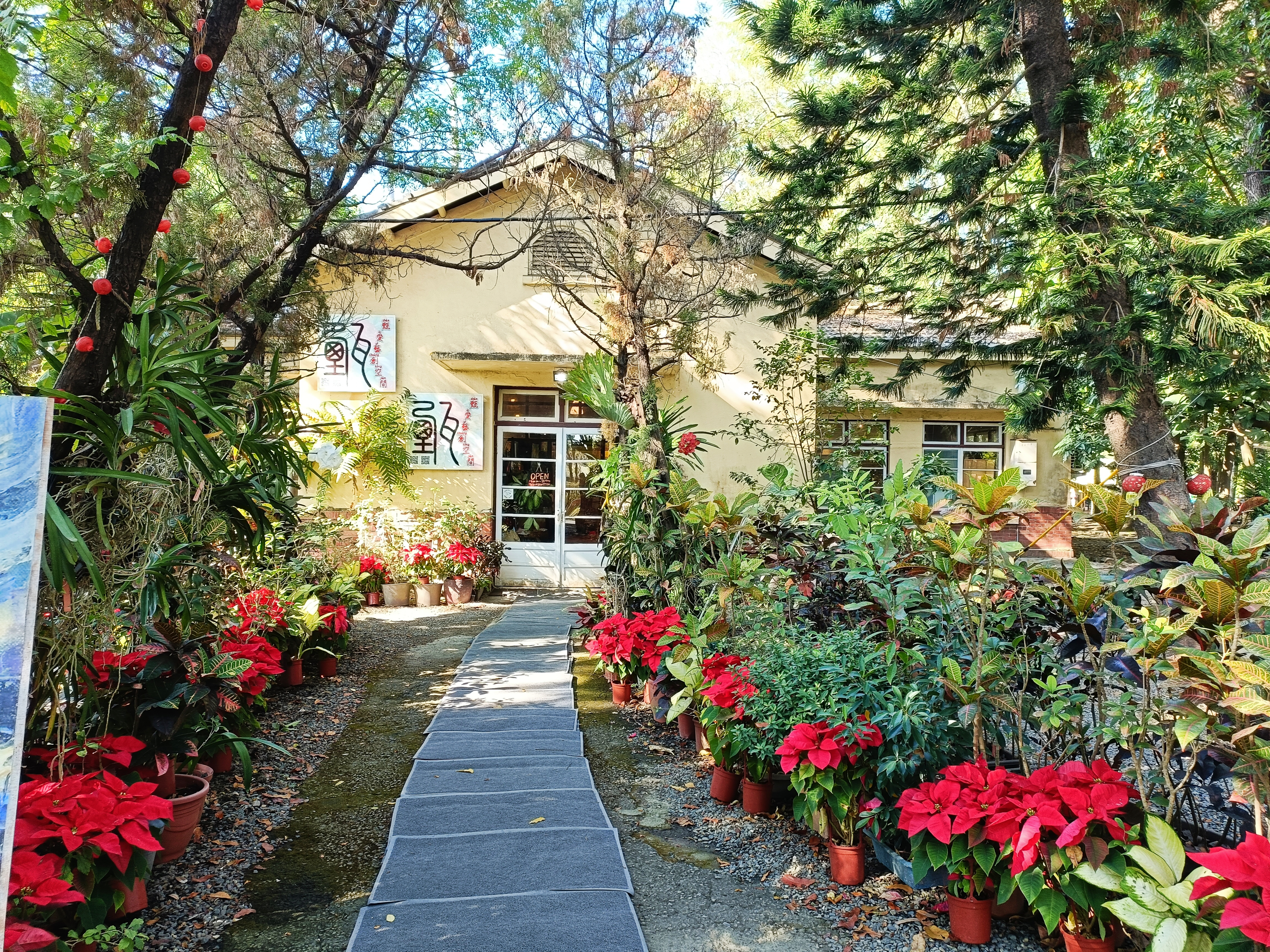
原人事課辦公室，該建築於1954年完工，後於2018年出租作為甄愛藝術空間使用。
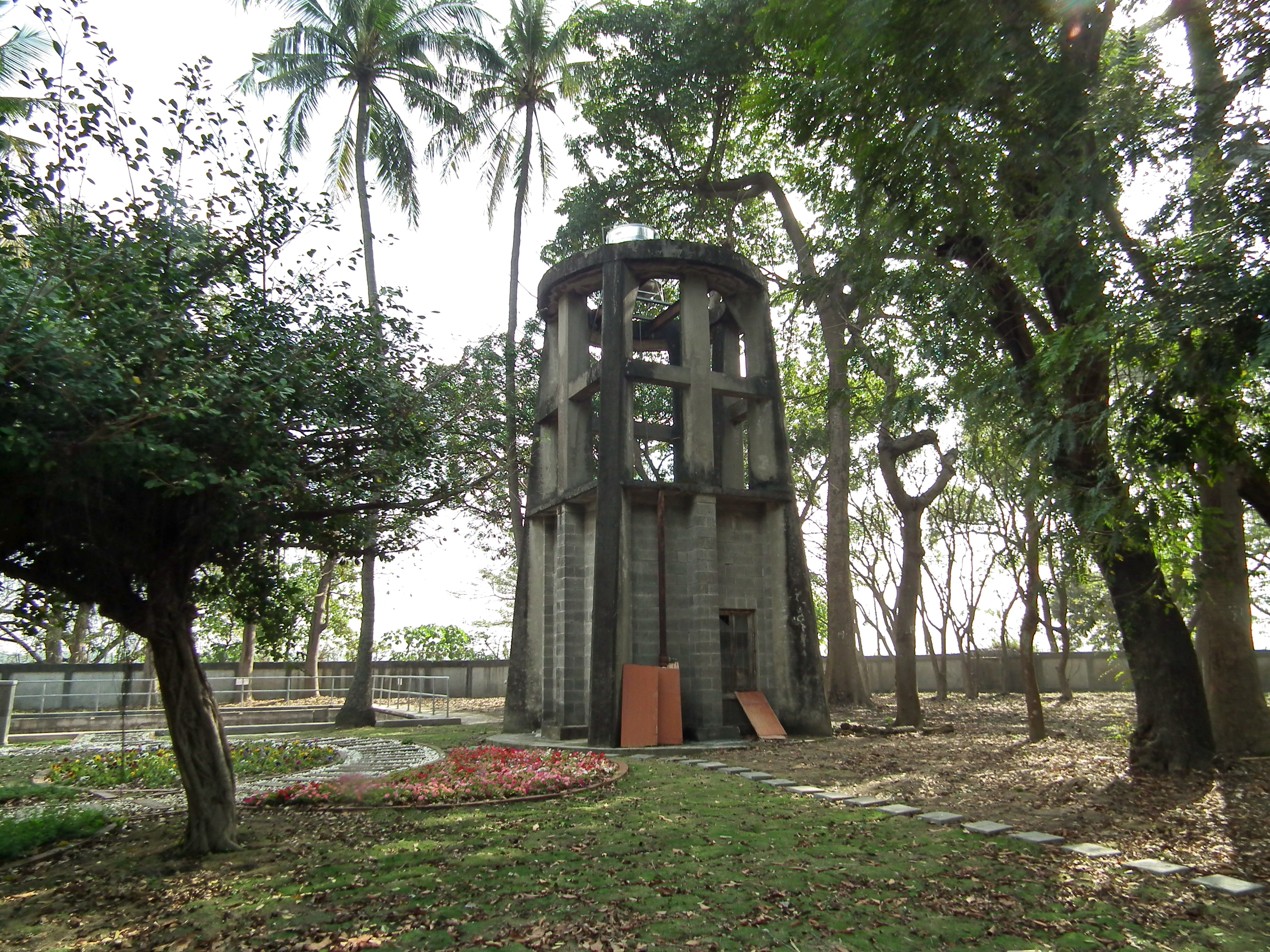
橋頭糖廠舊水塔

#### 山本悌二郎銅像（1927年）
社宅事務所玄關處原設有一座山本悌二郎銅像，是為臺灣雕刻家黃土水所創作的塑像。
1927年，歸於山本悌二郎調任回日入閣農林大臣，辭臺灣製糖社長一職之因素，在地臺灣製糖社員於同年捐資委託黃土水製作石膏胸像作為紀念，黃土水因基於山本為東洋協會主要成員，因而同意製作此次的委託工作。並在1928年製作第二座石膏胸像，該尊後收藏於東京目黑山本官邸，在此期間共製作約兩個塑像，原型的石膏胸像現已不知下落。
昭和4年（1929年）2月5日，臺灣製糖將黃土水1927年所製作的第一尊石膏胸像翻製成銅像，並矗立於社宅事務所玄關作為紀念。戰後，該銅像則與橋仔頭製糖所的機器設備被送回日本新潟縣佐渡市，並自1960年開始矗立於佐渡市真野公園內展示。
2021年12月，時任高雄市市長陳其邁與駐日代表大使謝長廷在會勘糖廠後，親筆致信佐渡市政府希望令1927年銅像賦歸的構思，後在時任佐渡市長渡邊龍五、若林素子、及台日相關人士的推動下，台日政府於2022年7月27日簽署MOU，並於同年8月28日將塑像重返高雄，交由高雄市立美術館典藏修復，臺方並另外製作兩尊翻製銅像，一尊放置社宅事務所玄關展示，一尊則回送給予佐渡市保存。
此外，第二座石膏塑像在戰後也送往佐渡市保存，2020年5月，文化部、國立台灣美術館曾與佐渡市達成協議，出借胸像石膏雕塑三年給國美館進行修復、翻製原作典藏及規劃展覽。

#### 黑銅聖觀音
該尊雕像又被稱為「黑銅聖觀音」或「黑彌陀」，為1902年鈴木藤三郎社長於社宅事務所旁所設立，主要目的是體恤因遠離故鄉且生命受到「抗日份子」威脅的日本技術人員、以及社宅官舍場址原為墳墓地，工場開工第一年機械經常故障、運轉不順造成作業人員傷亡等，鈴木希望藉由設立聖觀音像，藉此拉近台灣工人、農民對製糖會社的向心力。因而選擇了一個臺日雙方共同認可之宗教信仰作為象徵，自設立後，每年糖廠廠方都會定期向聖觀音舉行祭祀活動。
此觀音像約182公分，共有24片蓮花瓣，蓮花座高約60公分，作品出自日本雕塑家大熊氏廣鑄造，外型則仿位於日本奈良市藥師寺東院堂之聖觀音像（約鑄造於720年），兩者是同一風格作品，共屬日本佛像雕塑的代表作。此外該觀音像也是鈴木當初曾鑄造之四尊觀世音菩薩佛像一部分，其餘三尊分別祀立於鈴木社長的故鄉鎌倉別墅、鈴木社長森町的龍山住宅以及東京深川日本製糖廠本部。
觀音像祀立方向朝偏北方，正面對向製糖工場以凝視廠房，意味著一方面可鎮宅（社宅事務所） ，一方面可保佑加持工場開工生產順利工作人員平安。然而該觀音像具有黑銅色彩，最初聖觀音像鑄成後外表鍍有鉑金，由於曾發生製糖工場的銅製避雷針被抗日人士偷走之失竊案件，鈴木為避免聖觀音像也發生失竊之慮，因而刻意命人將雕身漆黑，以作為掩飾。
2022年，黑銅聖觀音委由正修科技大學亞太文化資產保存修復新創科技研究中心進行修復工程，並對於雕像進行表面清潔、黑漆層移除、基座裂縫環氧樹脂補強、重新補色調整等修復工程。該修復工程最後於同年10月初完成。

### 宿舍區

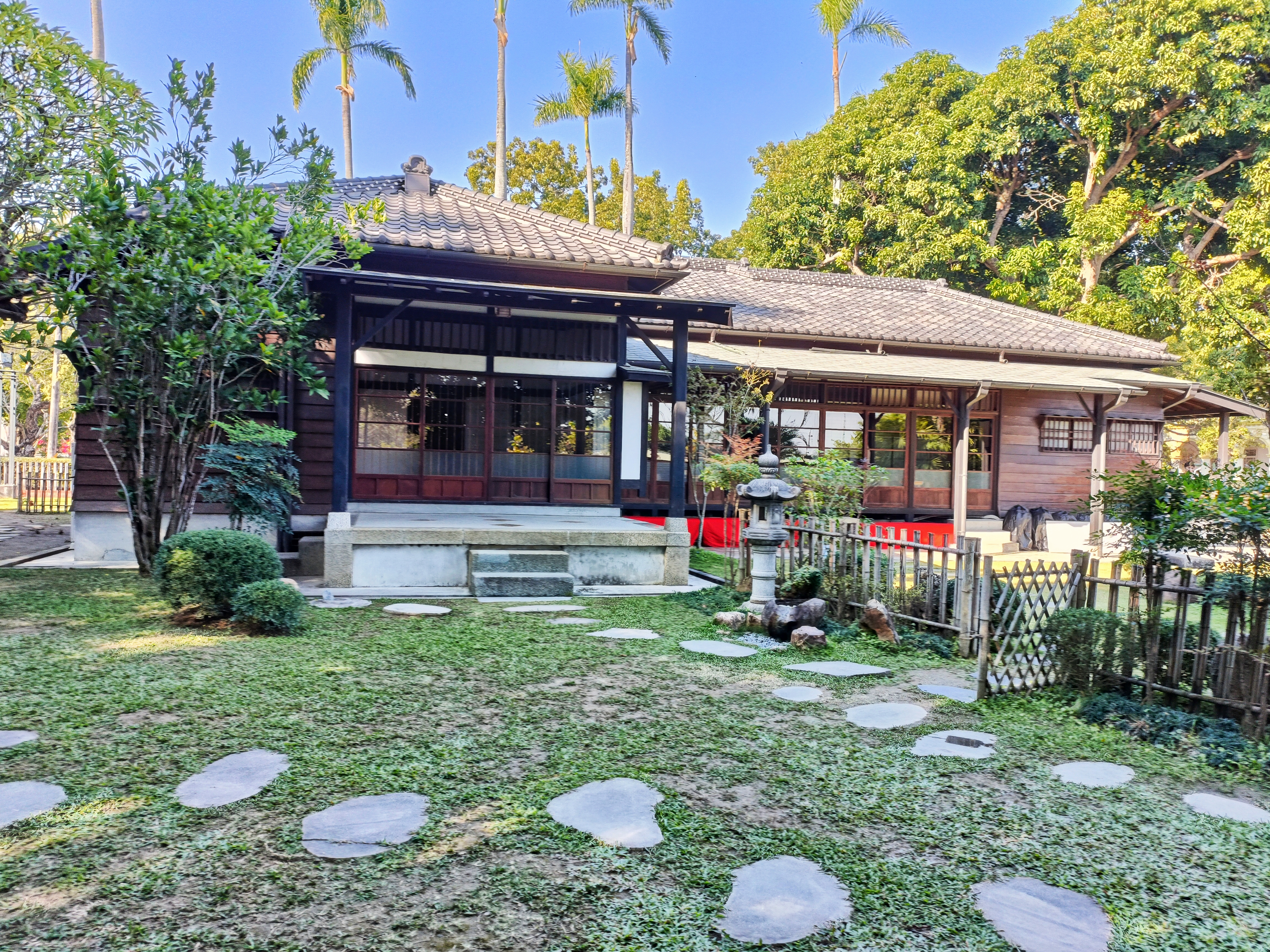
廠長宿舍
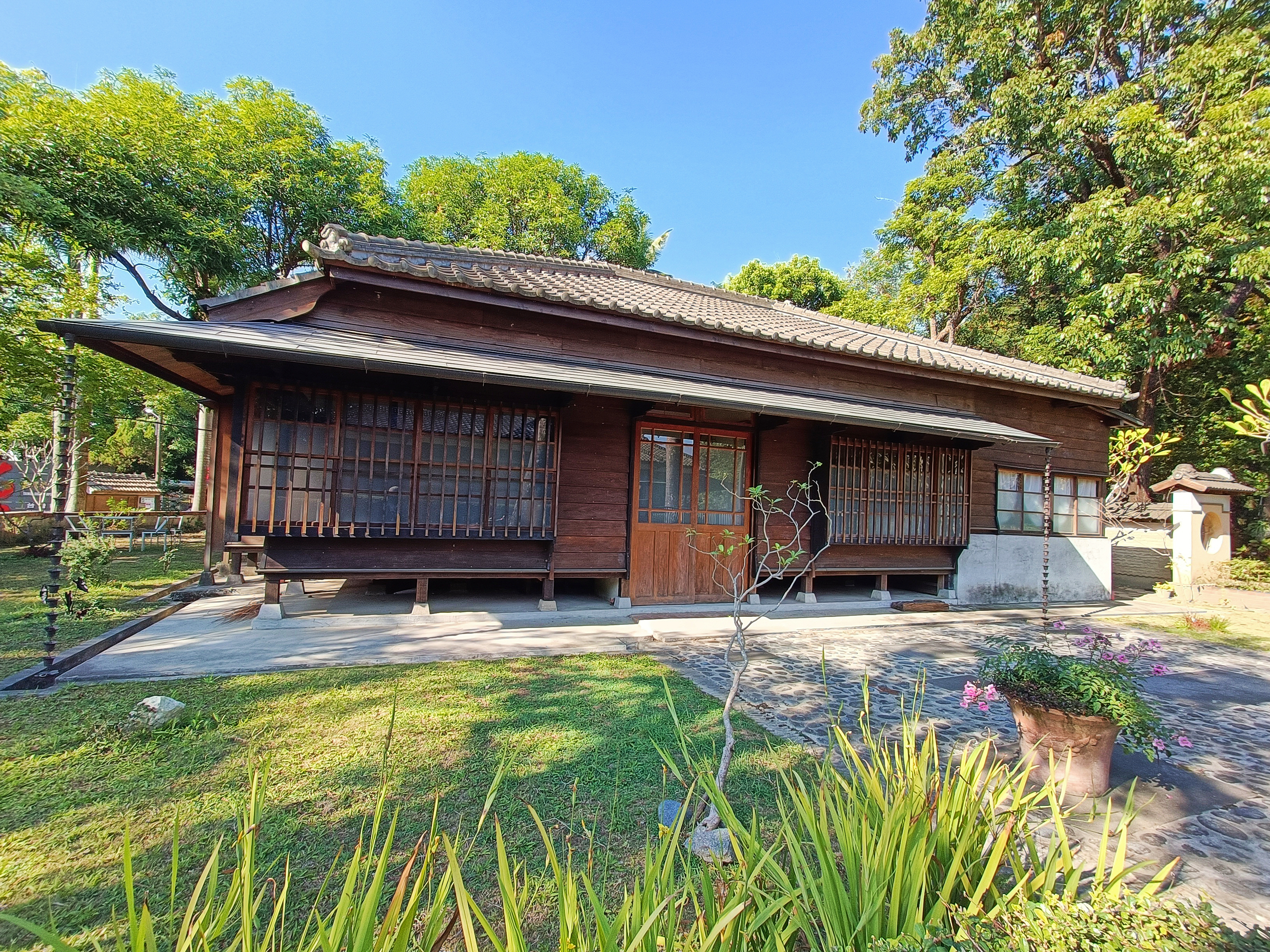
副廠長宿舍
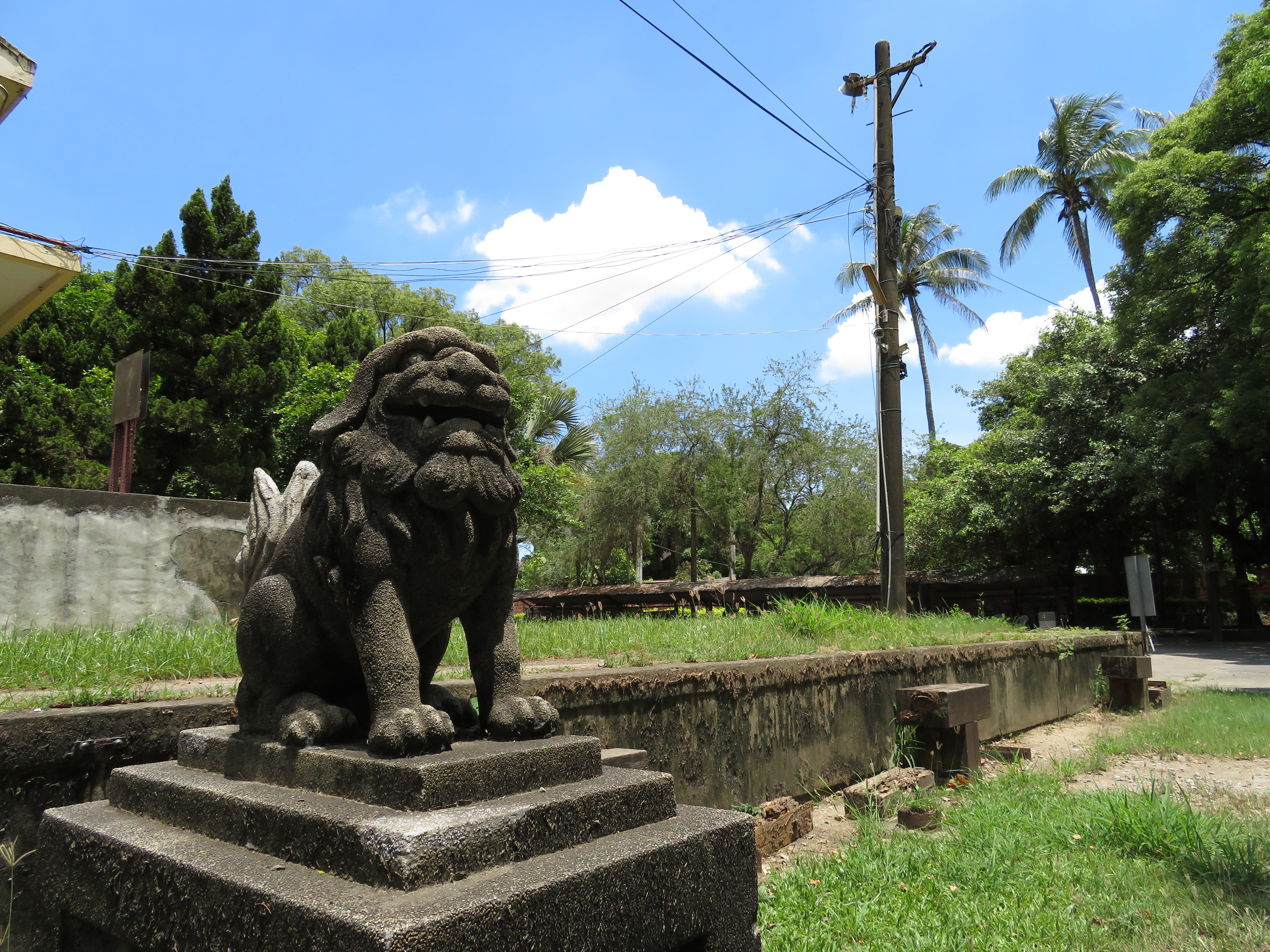
橋仔頭神社留存的狛犬雕像
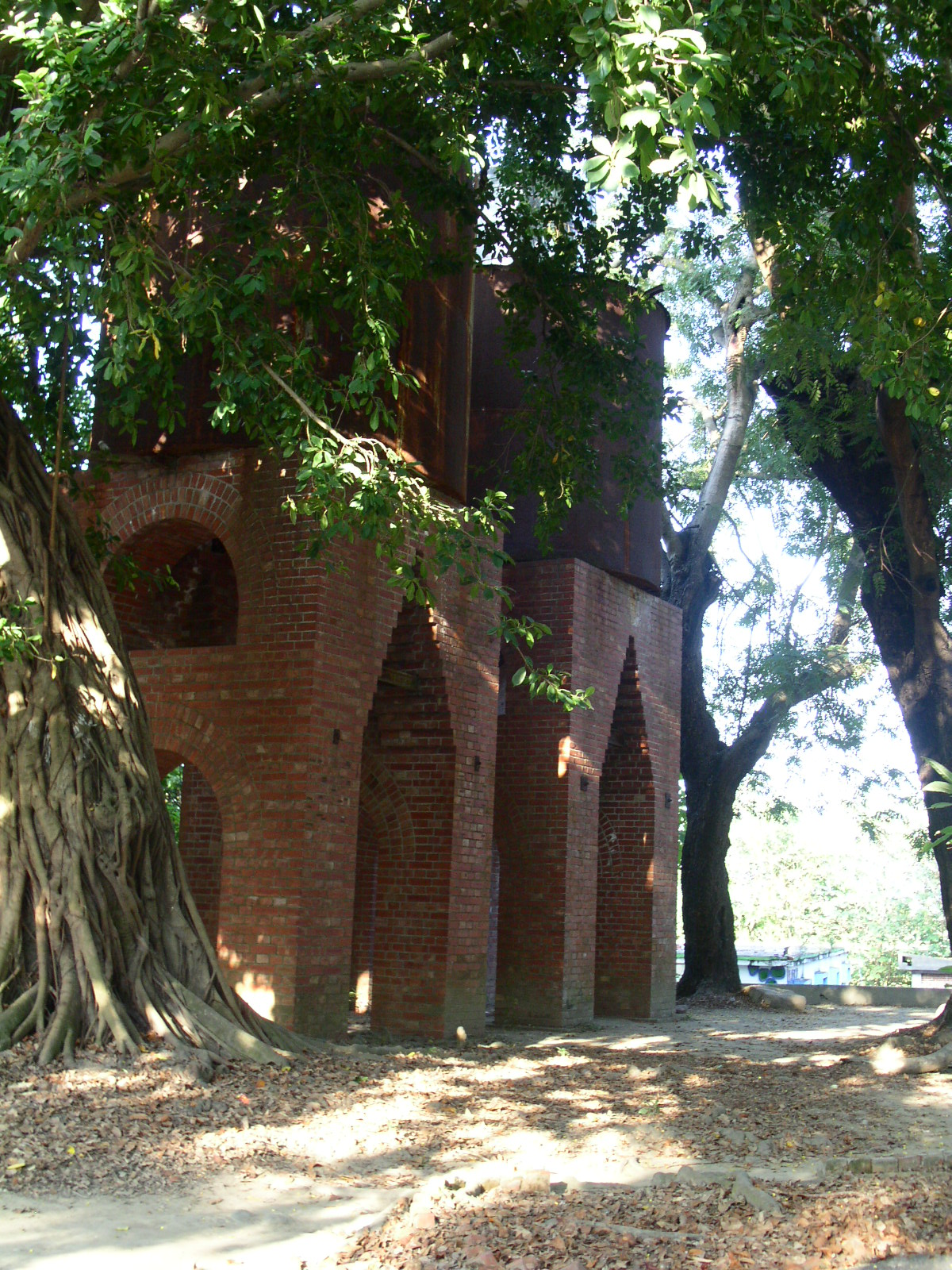
水塔

宿舍區原作為供應橋頭糖廠員工家屬及生活場所使用，除宿舍外則設立多種公共設施，包括中山堂、警勤隊、農務科事務所等建築。以及各種設防避難使用的防空洞。自2001年開始，橋仔頭文史協會與一群藝術家將此歷史遺址轉化為文化保存聚落，並且展開第一期的「橋仔頭糖廠藝術村」之藝術家駐村計畫。
2008年，藝術家駐村計畫開始由橋仔頭白屋股份有限公司和臺灣藝術發展協會共同經營管理，並在不同團隊與廠商的進駐下，定期舉辦文創設計、藝文表演等活動延續至今。

#### 廠長與副廠長日式宿舍
廠長與副廠長日式宿舍於昭和15年（西元1940年）完工，以做為當時橋仔頭製糖所廠長居住的主要宿舍所使用。該兩棟建築其官舍依其頒佈之「臺灣總督府官舍建築標準」規定標準性質而興建，其建築形式為木造瓦頂平房，在構造則採用台灣檜木所製之屋架、高架地板、木床束以及磚造基礎，其建築周遭面積因有腹地，因此設有前庭及後院，並因應戰時要求而與周圍地區開設防空洞。
1955年後，為因應起居需求，兩棟建築物的內部格局進行改建，使得空間略有改變，並在1999年廠區停閉後暫供員工住宿使用。
後於2011年，台糖為保存此該文化資產，自行編列預算將此棟建築依原樣重新修復完成，並於2015年起開放外部空間供遊客參觀，內部空間提供民眾預約導覽服務。其中廠長宿舍後於2021年開始以日式茶館店舖形式開始營運。

#### 保警隊、農務課辦公室
保警隊、農務課辦公室皆為戰後時期所擴建之建築設施，其中保警分隊建築屬閩南折衷形式，磚牆以簡化英式砌磚形式以及木架屋頂構成。農務課辦公室則是使用磚造結構，及在頂版建築山牆上方設有通風氣窗與屋簷，建築前方則設有日式庭園以及半月圓水池。
該兩棟建築附近設有一戰後興建之防空洞，該構造以剪力牆作為主要荷載結構，圓形平面設計及運彈孔有別於其他防空洞，能夠兼具彈藥庫及避難空間使用。

#### 橋仔頭神社
橋仔頭神社源為昭和6年（1931年）11月2日鎮座之所建無格廠內社，主祀天照大神、豐受大神及北白川宮能久親王，例祭日為每年的11月5日。神社供奉天照神的牌位，四週設有環繞的獻時燈籠。戰後初期，神社建築仍持續使用並改奉福德正神，然而自1966年後，神社被拆除以改建為中山堂。中山堂後曾於2003年改建為台糖高雄廠展售中心，現則閒置狀態。
至於當代橋仔頭神社所保存的遺構部分，除了仍存手水舍、「橋仔頭社」神社社號標、與雌雄兩座狛犬石像之外。部分石燈籠殘件也被放置於廠區各地，包括「竿」作為廠長宿舍的園林景觀，「笠」與基礎構建部位放置於中山堂前展示。

#### 招待所（白屋）

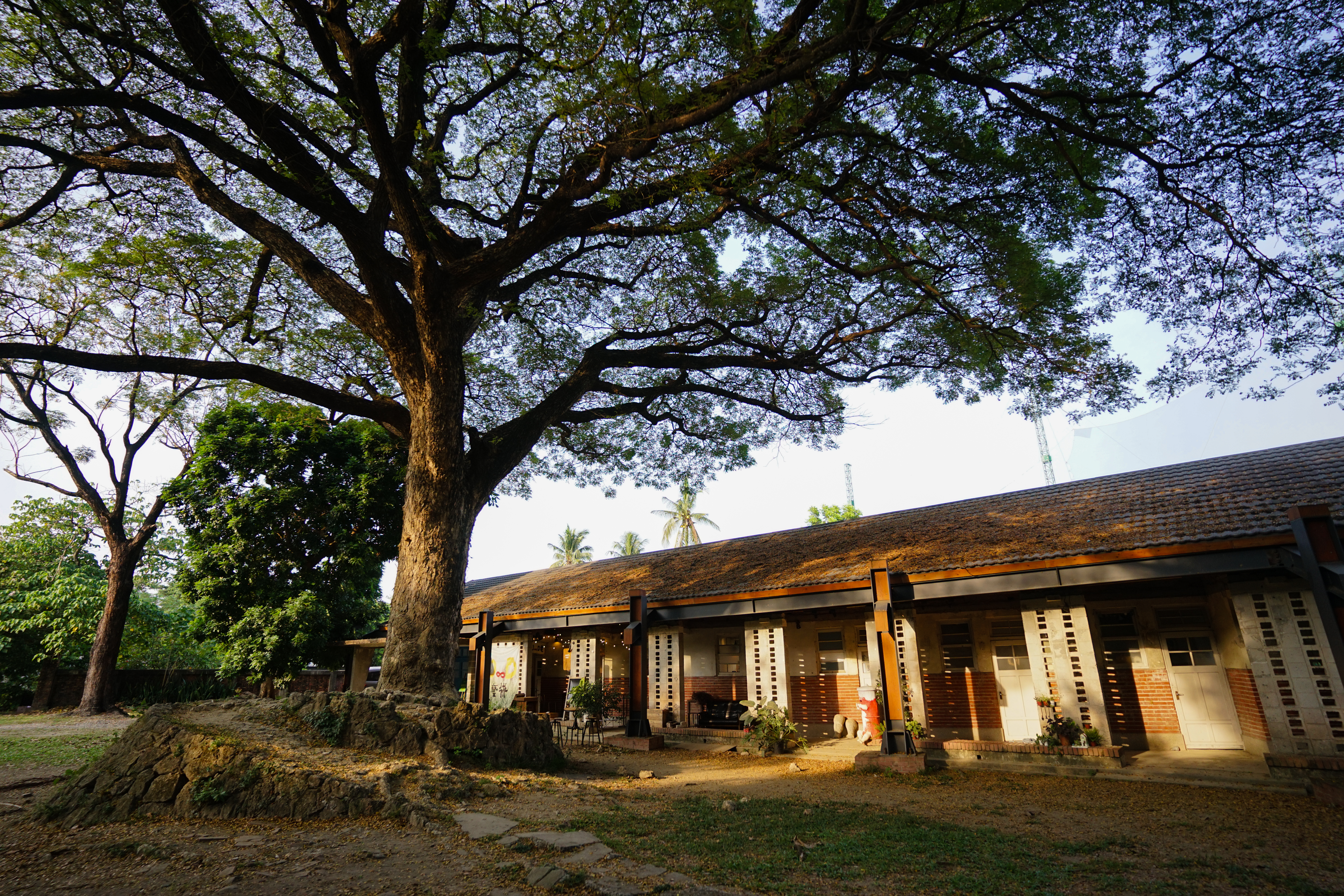
雨豆樹廣場，因種植雨豆樹而得名。

白屋的所在地為原橋仔頭製糖所之招待所，該招待所最初為日式木構造建築，曾於1906年（明治39年）接待過台灣總督兒玉源太郎及民政長官後藤新平。
戰後，該建築改建為今日白色結構之现代主义建筑。在戰後國民政府來臺後，曾成為蔣介石的招待所之一。並於1971年4月18日曾接待時任剛果民主共和國總統蒙博托·塞塞·塞科。2008年，該建築物由民間資金承租，並修復重建為藝術展覽及飲食空間。並於2012年正式以「白屋藝術村」之名成為環境教育場所，並通過行政院環境保護署環境教育場所認證。日式招待所的基座遺址則被改建戶外用餐區，當前老榕樹前庭廣場及周圍區域也是提供當地居民使用的活動場所。
此外建築周遭則設有一座1927年所興建的紅磚水塔，是為服務招待所的貴賓特別打造的設施，該水塔基底結構中則包含有方形、扒形、圓形等多種形式之變化造型。

#### 六連棟
六連棟位於興糖十五巷，為典型日式官舍建築，台糖原訂於2010年拆除該建築，後在經過高雄大學爭取，為以人工拆除過程結合教學活動的方式介入後，獲得台糖與文化部文資局的支持以「高雄縣橋仔頭糖廠文化景觀後工業場域空間活化計畫」的提案修復。並於2012年開始對該建築物的測繪與建築元素及構造的分析研究。並增設木構造拱型棚架，提供小型文創活動的會場、展廳與交流平台。該建築物現為閒置狀態。

#### 單身員工宿舍
1958年，為訓練越南交換學生為要求，台糖於原橋頭糖廠設立的靶場、相撲場旁建造單身員工宿舍，該建築物共有13間單身宿舍和1間會客室。1999年糖廠關閉後，該單身員工宿舍前方廣場則改名為雨豆樹劇場使用，其劇場周圍的階梯則使用咾咕石為材料。並定期舉辦劇場活動。

## 工廠區
最初，橋頭糖廠製糖工場內陸續建置的設施，除了所需的機關室之外，還包括壓榨清淨室、壓榨附屬室、機械修繕室、倉庫等設施。當廠方或民間收獲通知，將種植甘蔗運抵糖廠後，則通過秤量所過磅、檢驗品質，接著則將甘蔗送往製糖工場以依步進行製糖流程。
製糖的簡易流程，為甘蔗先卸至壓榨室進行壓榨娑作業，再經蒸發室加熱器、沉澱槽、壓濾機、蒸發罐，後到結晶室的結晶罐、助晶機、分蜜機構成後，最後產生出糖。鍋爐室則作為燃燒剩餘蔗渣、蔗汁濾泥等廢物，當前，原製糖工場已被規劃成「製糖設備展覽館」，以半展示形式對外開放參觀。

#### 製糖工場

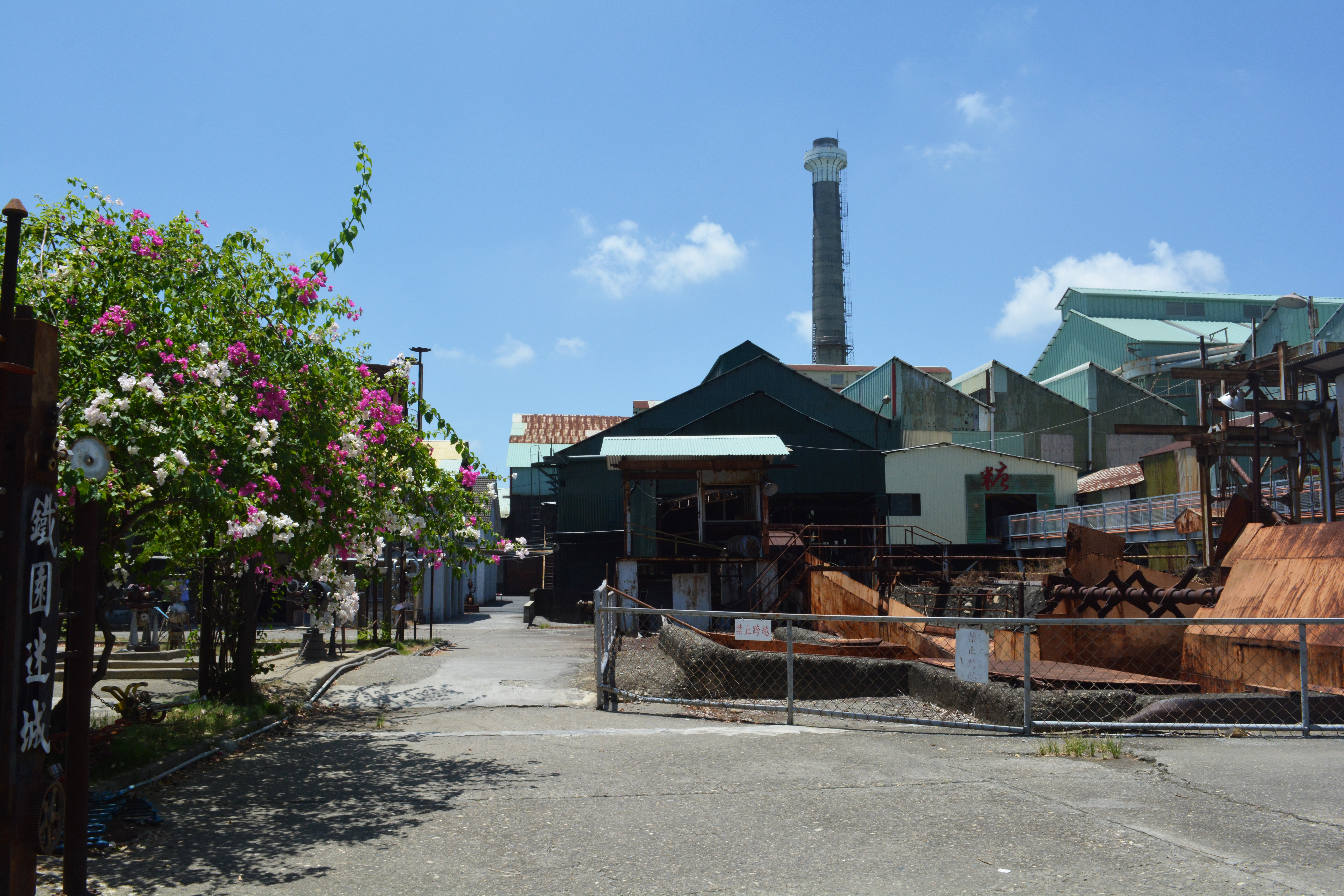
製糖工場外側
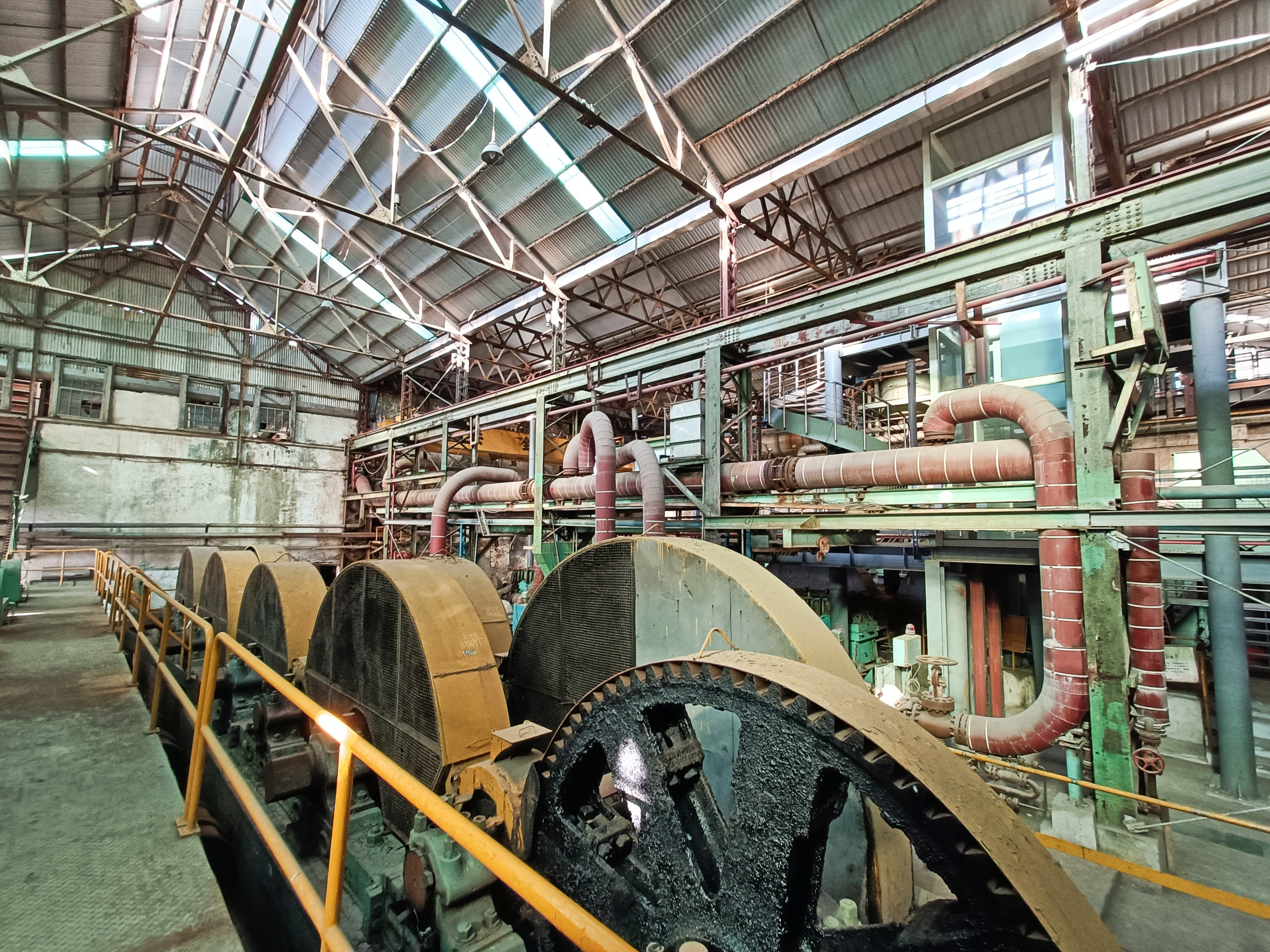
甲壓室及乙壓室的五重壓榨機
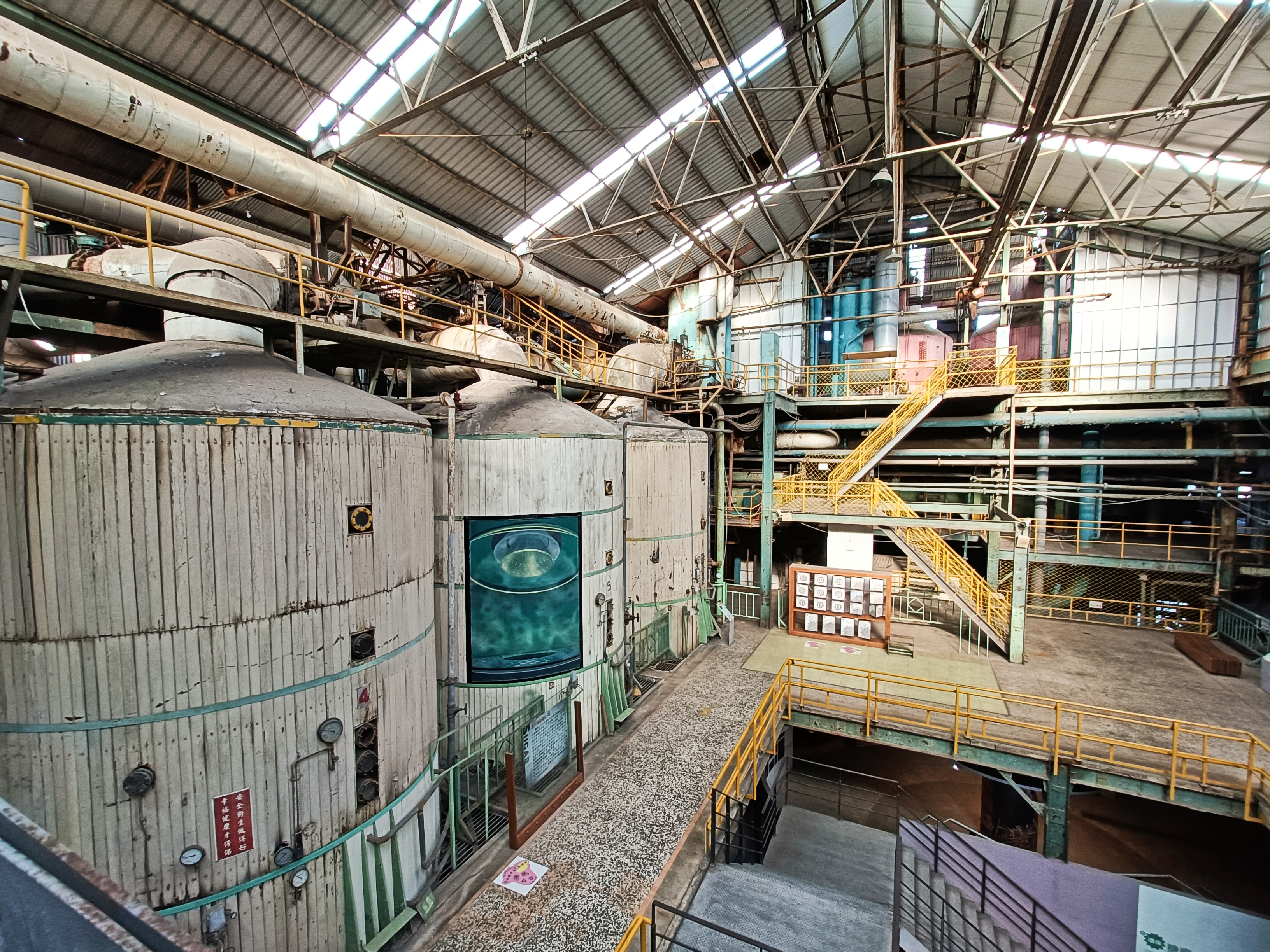
清淨室、分蜜室、以及工場中央控制室
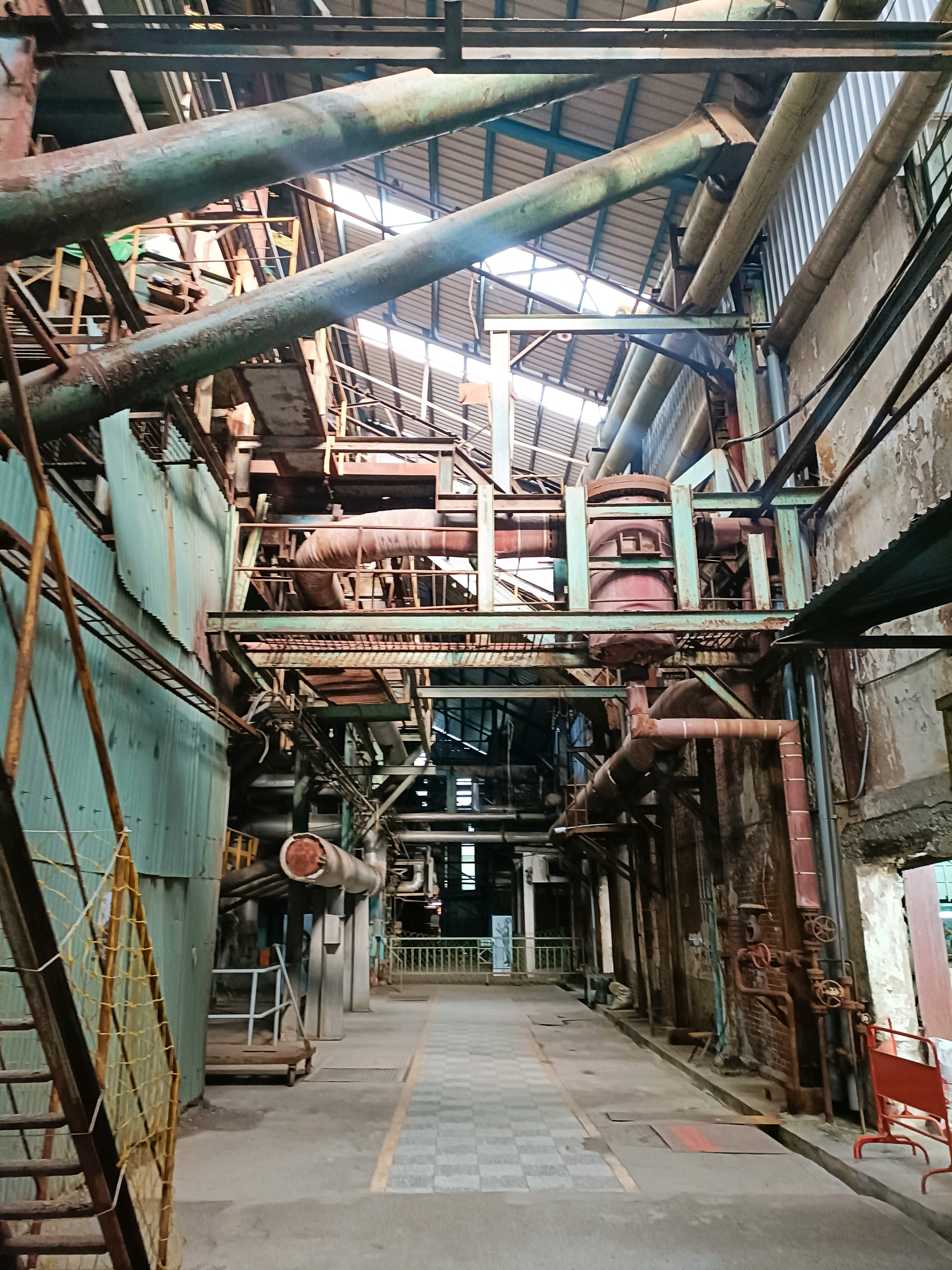
鍋爐室

在經歷大規模的改建後，當前已整體規畫保存的製糖工場廠區，是以大量金屬構件、鐵皮等外牆結構組成，其主要內部結構及保存之產業機器設施則包括：蒸發罐、酒精工廠、石灰窯、鍋爐室、結晶助晶分蜜包裝室等。戶外設施則陳列人工卸蔗機、沈澱槽、真空濾泥過濾機等設備。
一樓主側部分為甲壓室及乙壓室，其區域主為初期處理甘蔗的工廠使用，為應付輸送帶上的甘蔗，因此該區域設立了如主輸蔗機、五重壓榨機等大量重型機具，壓榨機每組有三個相互嵌合的壓榨轆，以壓榨甘蔗至充分榨出糖分。旁側區域則為鍋爐室，壓榨後所留存的蔗渣則將運往該區域進行燃燒，並產生蒸汽動力供應整個糖廠電源，鍋爐室每小時能生產約60公噸的蒸氣，其旁設有電力室及控制室以控制、檢查廠內電力。
其二樓部分則為清淨室、分蜜室、以及工場中央控制室的所在地，作為監測機器運作及工場的主要區域。該區域主要設有製糖重型機具，如蒸發罐、蔗汁加熱器。蒸發罐主要的功能，是作為蒸發沉澱後的甘蔗汁，再藉由廢汽及凝結水間接加熱至產生糖漿，後經結晶罐達到飽和度產生結晶。最後再經送往分蜜室脫出糖蜜，則能進一步產生、篩選出白砂糖或紅糖等原料。蔗汁加熱器則能夠使甘蔗汁長期保持在高溫狀態以利後續製作，並進而達成蔗汁濃縮效果。該樓層附屬設施則包括包裝室、水槽、澄清槽等
鍋爐室旁則設有原糖廠辦公室、打包室及儲蔗室，目前主要展設當時糖廠所使用之相關文物及展覽。

#### 第一工場遺構
起初，日治時期的橋仔頭製糖場設有第一工場、第二工場等主工廠，起初原建築均是以紅磚構成，採用西方古典風格設計，後隨著建築擴建、第二次世界大戰的轟炸，以及戰後將第一工場與第二工場進行合併重建的影響，當前日治時期所留存的結構，僅剩第一工場的側邊牆體結構，該結構共包括多道拱形出入口、另在二樓部分設有一座西式圓形窗框為辨別特徵。

### 倉儲區

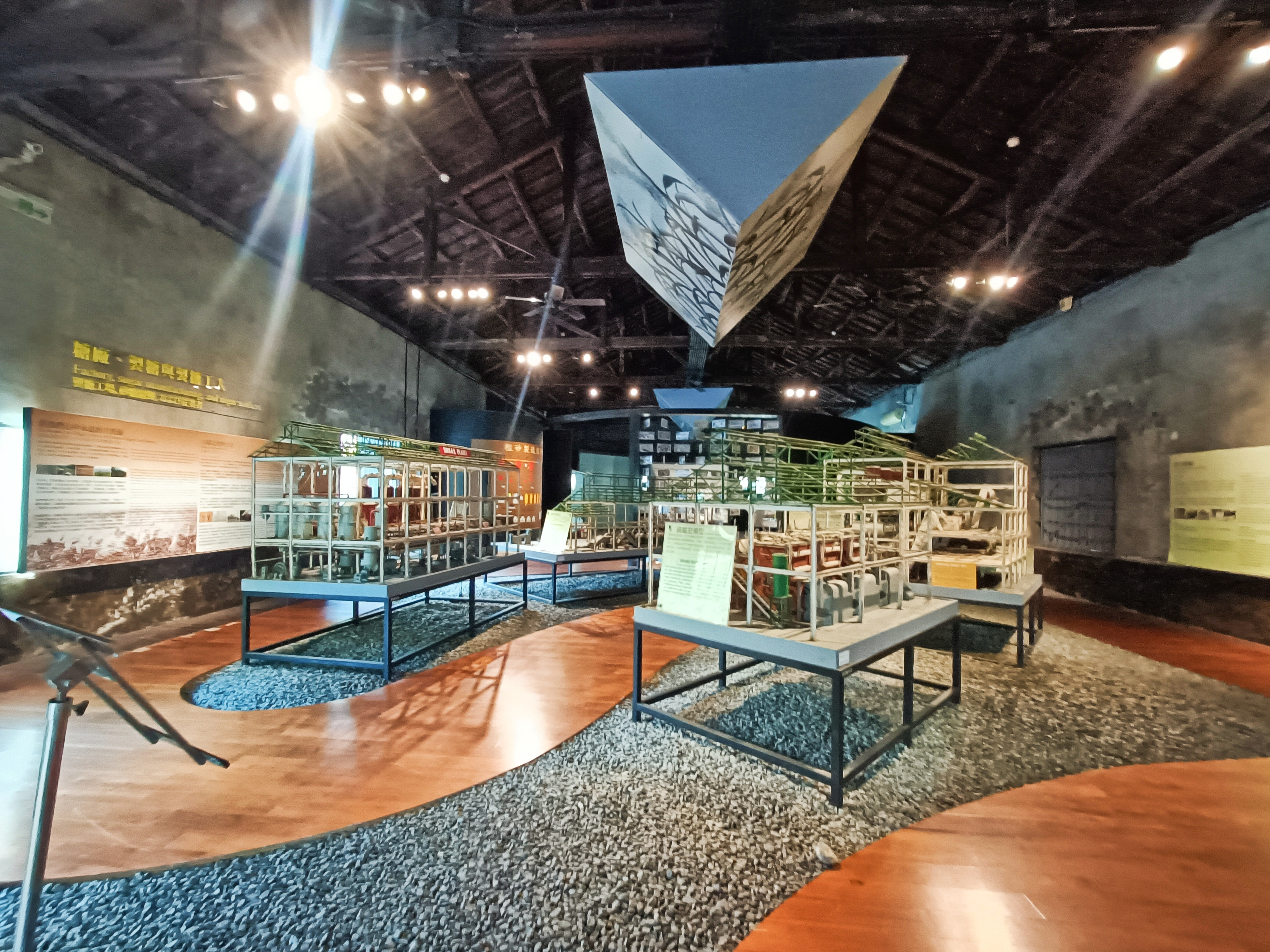
糖業歷史館內部展覽
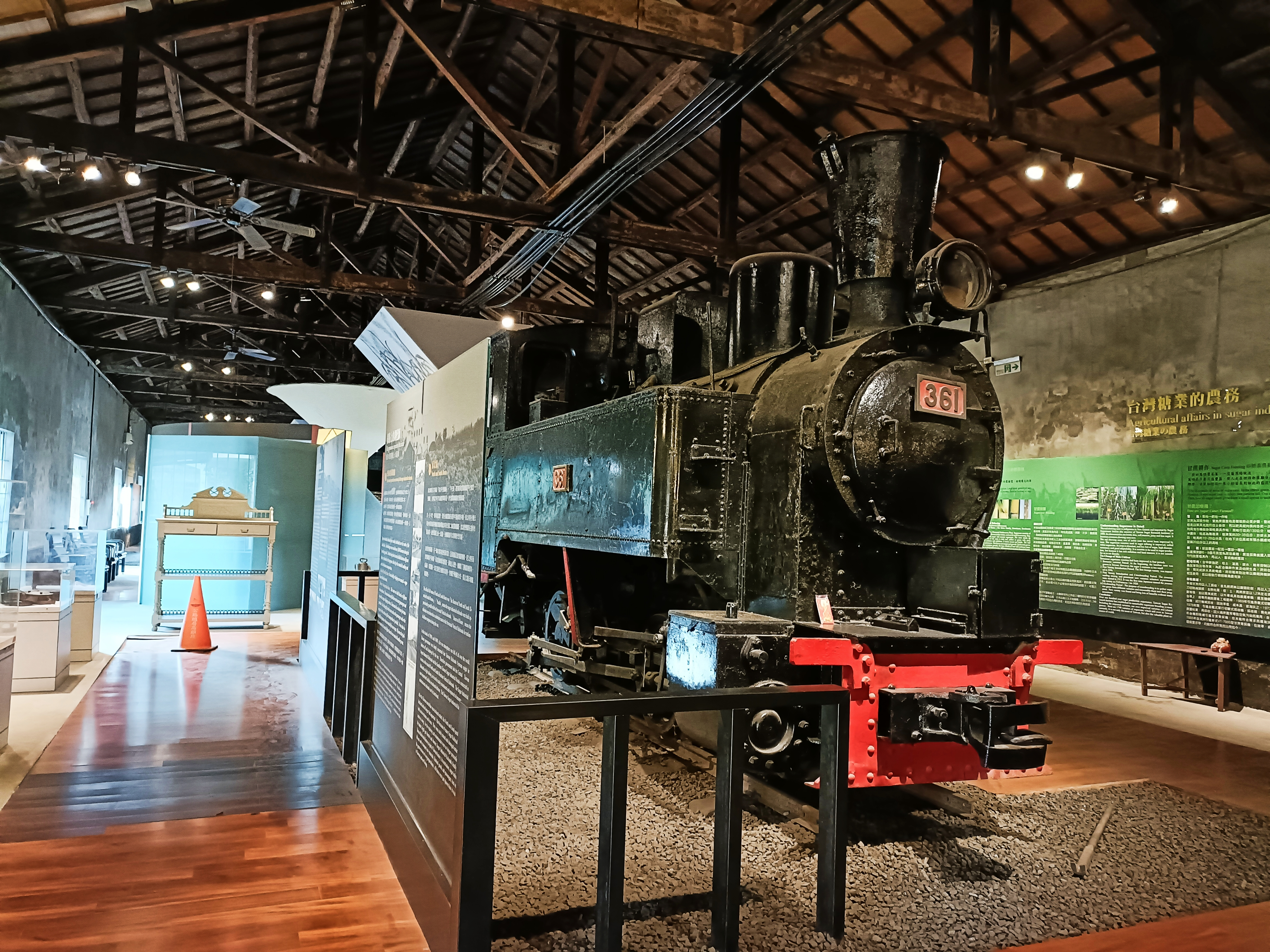
糖業歷史館的蒸汽機車361號
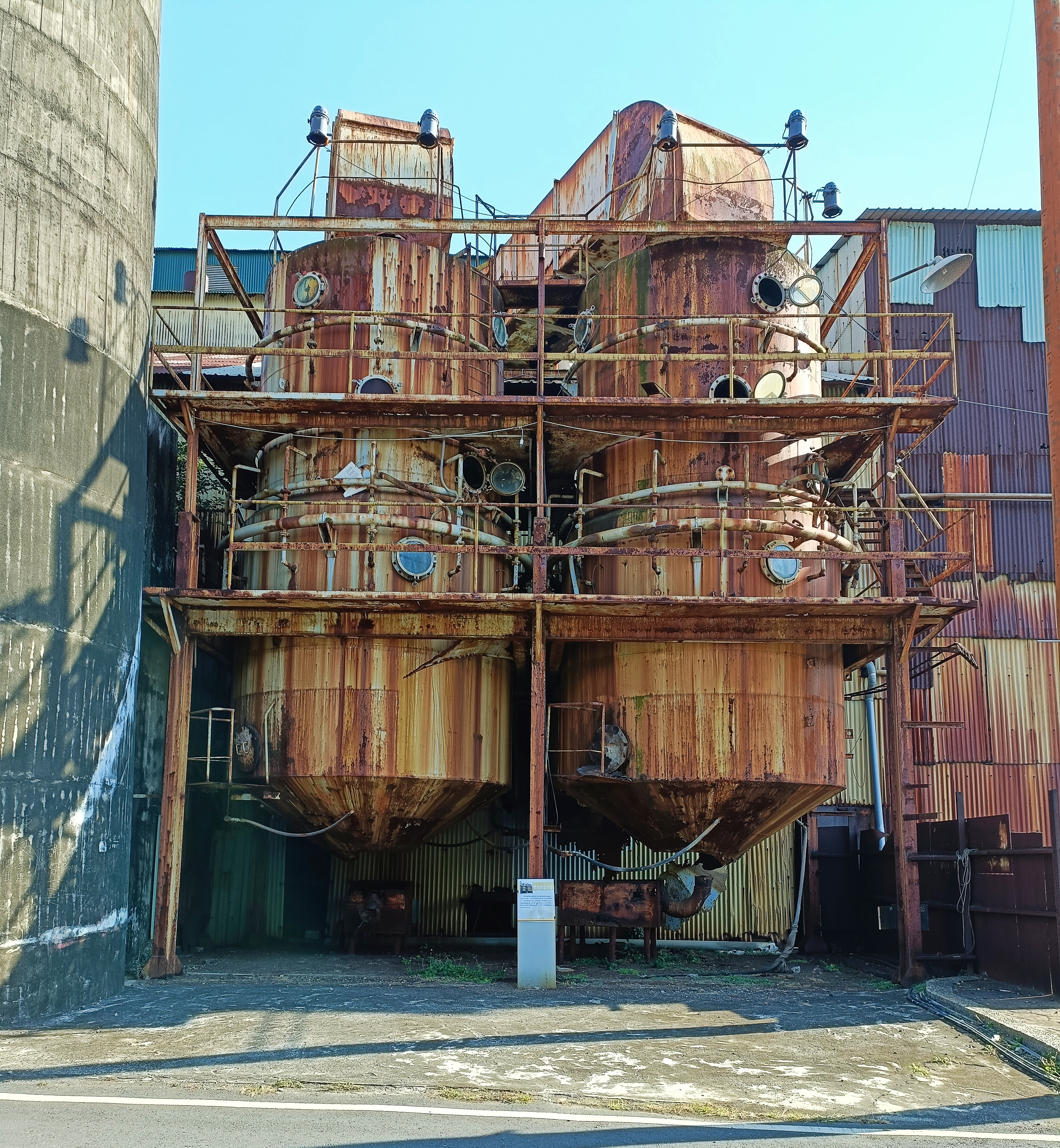
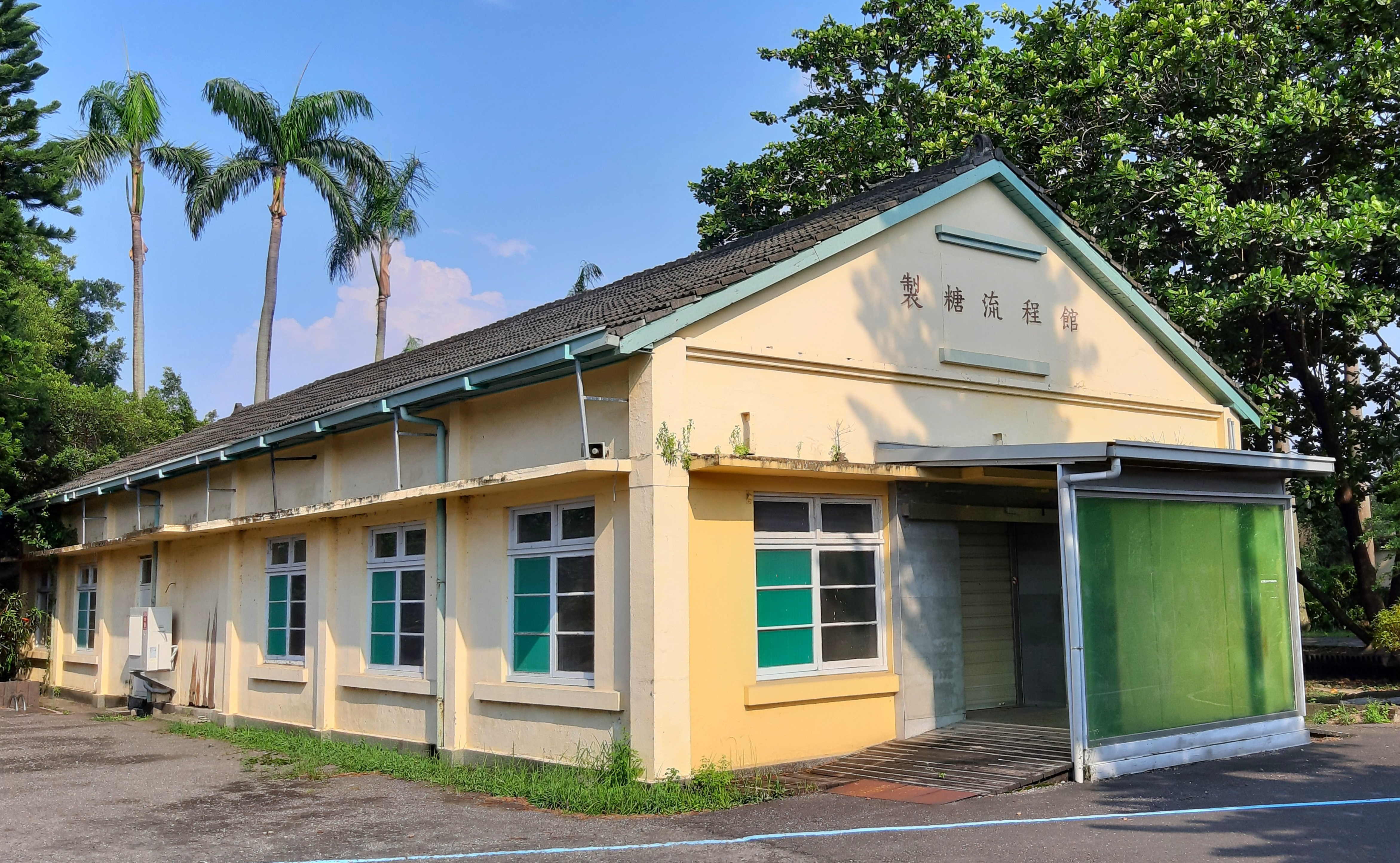
環境教育教室（製糖流程館）

製糖工場戶外部分則展示工廠的附屬使用設施，如糖蜜槽，其兩座槽體用铆接方式建造之鋼鐵結構，另兩座則是以鋼筋水泥之地下結構。是用來存放製糖過程中所產生的糖蜜使用。
另外也增設一座煙灰池，最初因鍋爐室燃燒後為部份煙灰隨著煙囪排出，廠房因而需將排煙經過水網噴洗，而從將導流進入煙灰池中沉澱而設立。
沉澱後的煙灰則能夠運往農場作為肥料。在糖廠停閉後，煙灰池則作為景觀池使用，1988年，廠方也增設一座品質分糖採樣機，該設施之功能作為採樣、檢測甘蔗品質使用，台糖會定期與蔗農代表進入糖廠，會同觀看甘蔗過磅、採樣、品質分析化驗過程，再以此進行檢測。

#### 糖業歷史館
糖業歷史館過去為製糖工場倉庫，當前在經過再規劃利用後，主要介紹關於臺灣糖業自16世紀、日治時期至戰後時期的發展歷史、並以介紹糖業的起源、開發、繁榮及轉型的經過為重點項目，其館舍則展示大量橋頭糖廠縮小版本模型，橋頭糖廠的老照片、在地居民生活的用品、台糖公司的簡介及原配屬旗山糖廠的蒸汽機車361號，該火車頭原於1948年由比利時TUBIZE製作，後於2006年4月起移至現地展示。
歷史館另設有「糖業人文小劇場」主要播放糖業相關影片提供民眾參觀、休息之空間。

#### 農機具展示場、修理室
作為早年維護橋仔頭製糖所所屬的機械設備，臺灣製糖曾進一步在糖廠內設置「株式會社臺灣鐵工所」（初名株式會社臺灣鐵工所打狗工場），該機構以專修損壞的維修與機械設施、或從改善設計。
儘管臺灣鐵工所的部份人員在1915年移出橋頭，但仍以定時修理糖業機械及窄軌道。戰後，臺灣鐵工所更名為機械修護所，並持續由糖廠人員沿用。當前該設施仍保存部分維護器具。
1975年，糖廠另建造農機展示場，以作為提供糖廠運糖卡車維修及停放之場所，後待規劃成博物館後，將其他各廠區之特殊農機具則特地轉移於此展示此做為糖業農機展示場。

#### 北區倉庫群
橋頭糖廠的北區倉庫群原作為砂糖存放倉庫及物料糖存放倉庫使用，後因建築閒置因素，於2010年10月則由十鼓橋糖文創園區進駐，並設有包括會展中心、聽雨軒、鼓樂體驗教室、水劇場、蔬苑餐廳、文創商品館、鼓文物館等設施。當前該倉庫群共有九棟作為室內場地、以及三處作為戶外場地使用。
2017年10月，百世教育集團與原有的十鼓橋糖文創園區結合進駐橋頭，並於倉庫成立「百世新天地」舉辦結合數位、文創、教育與娛樂相關活動。

### 糖業鐵道

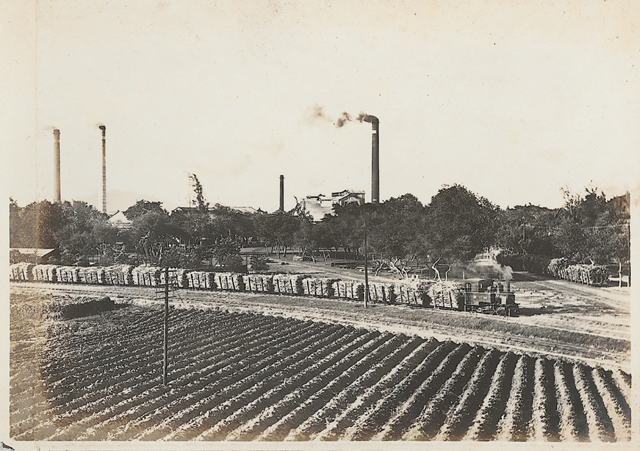
日治時期的橋仔頭糖廠及糖業鐵路。

鐵道部分則源自於1901年1月開設，臺灣製糖最初向總督府官方提出橋仔頭停車場設置的申請，同年3月外則向鐵道部申請鋪設自橋仔頭停車場延伸入工場內的裝卸用鐵道，並於5月12日開通。最初，橋仔頭製糖場鄰近區域的甘蔗採收除由水牛牽引的二輪車運送外，也有以人力推行的手押臺車設備。後則逐年擴張規模。於1907年引入軌距25磅專用鐵道。其廠區原料線長度有1.23哩（約1.9公里），並於該年11月使用蒸汽機車。1916年，閑院宮載仁親王與其妃子巡視臺灣時曾於4月22日午後抵達橋仔頭製糖場，曾轉乘糖業鐵道進入製糖工場的廠區參訪、當時第二工場前則臨時月臺方便兩人上下車廂。
戰後，橋仔糖廠廠區的鐵道及軌道仍保留原始樣態，並設有主要側線石案潭線、太爺線及仁武線分類為幾個不同屬性區域。從產區採收的甘蔗則是經由廠區西側南北端的原料秤量場送至等候區，並在最後運往壓榨室，料秤量場東側則設有鐵道課辦公室，以及機關庫、檢車庫、內燃機修理工場、油料倉庫、道班房等鐵道設施，太爺線則與橋頭車站接壤。其主要負責牽引列車。自日治時期到戰後台糖公司時期，火車頭則引進由比利時、日本及臺灣機械製之蒸汽機車、內燃機車等車輛。
2000年與2001年，因慶祝橋頭糖廠、聖觀音奠基百年，台糖在活動期間則提供民眾搭乘小火車。後則於糖廠正式開辦觀光五分車設施活動，路線則利用原有仁武線（現更名為橋頭線）進行復駛，目前五分車則作為園區中的觀光設施使用，並定期於假日行駛。

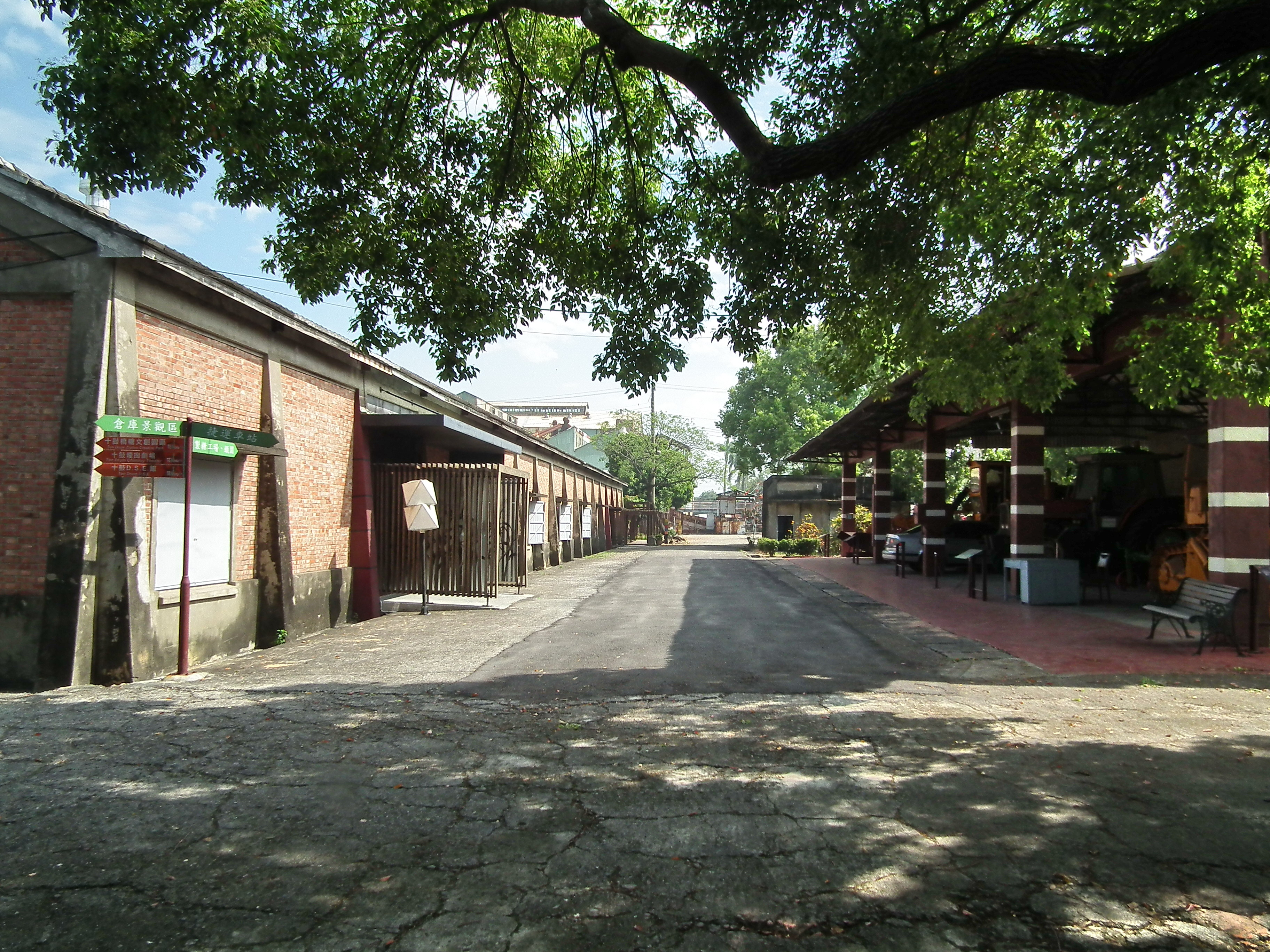
橋頭糖廠倉庫
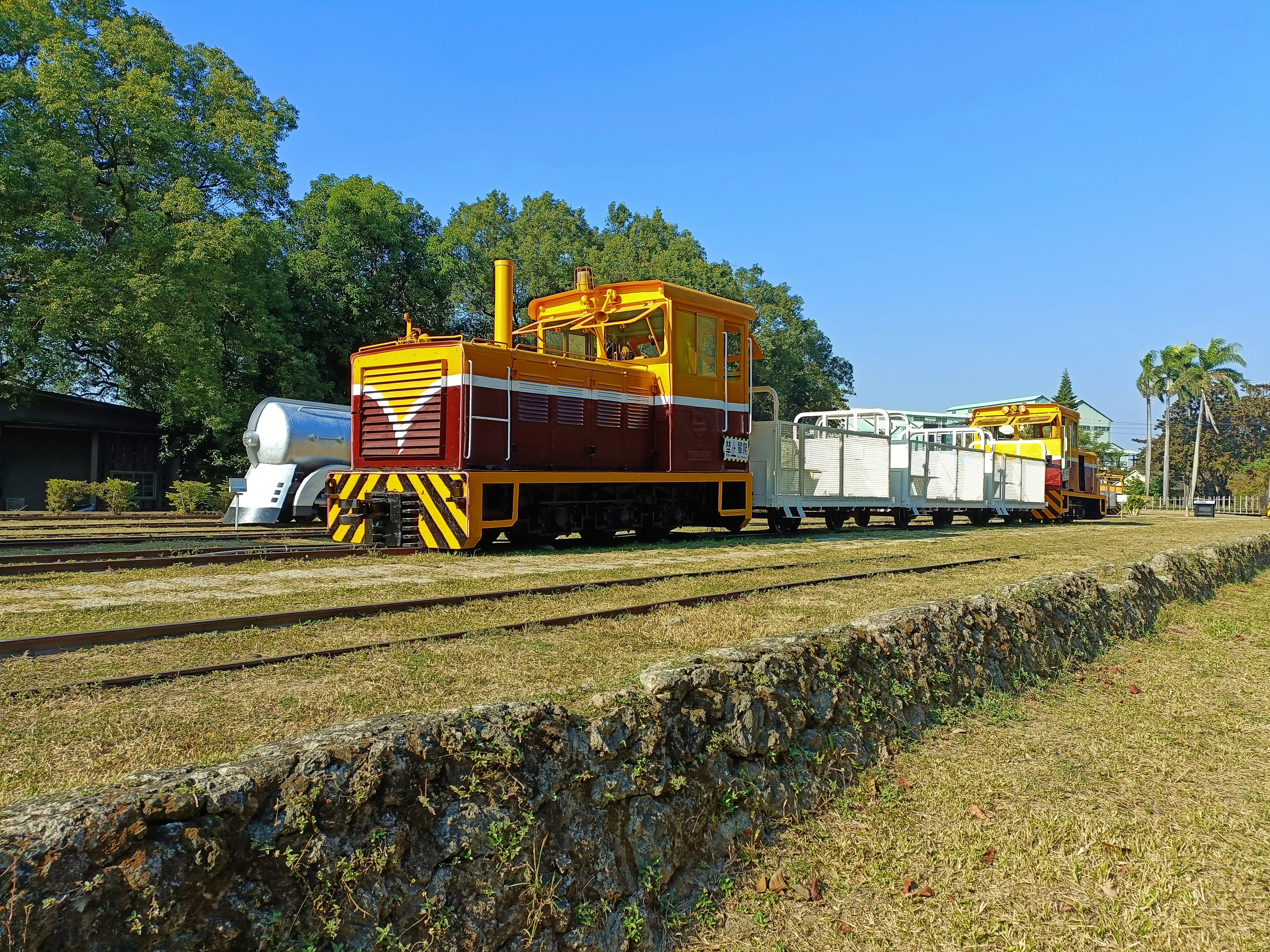
鐵道景觀區的內燃機車
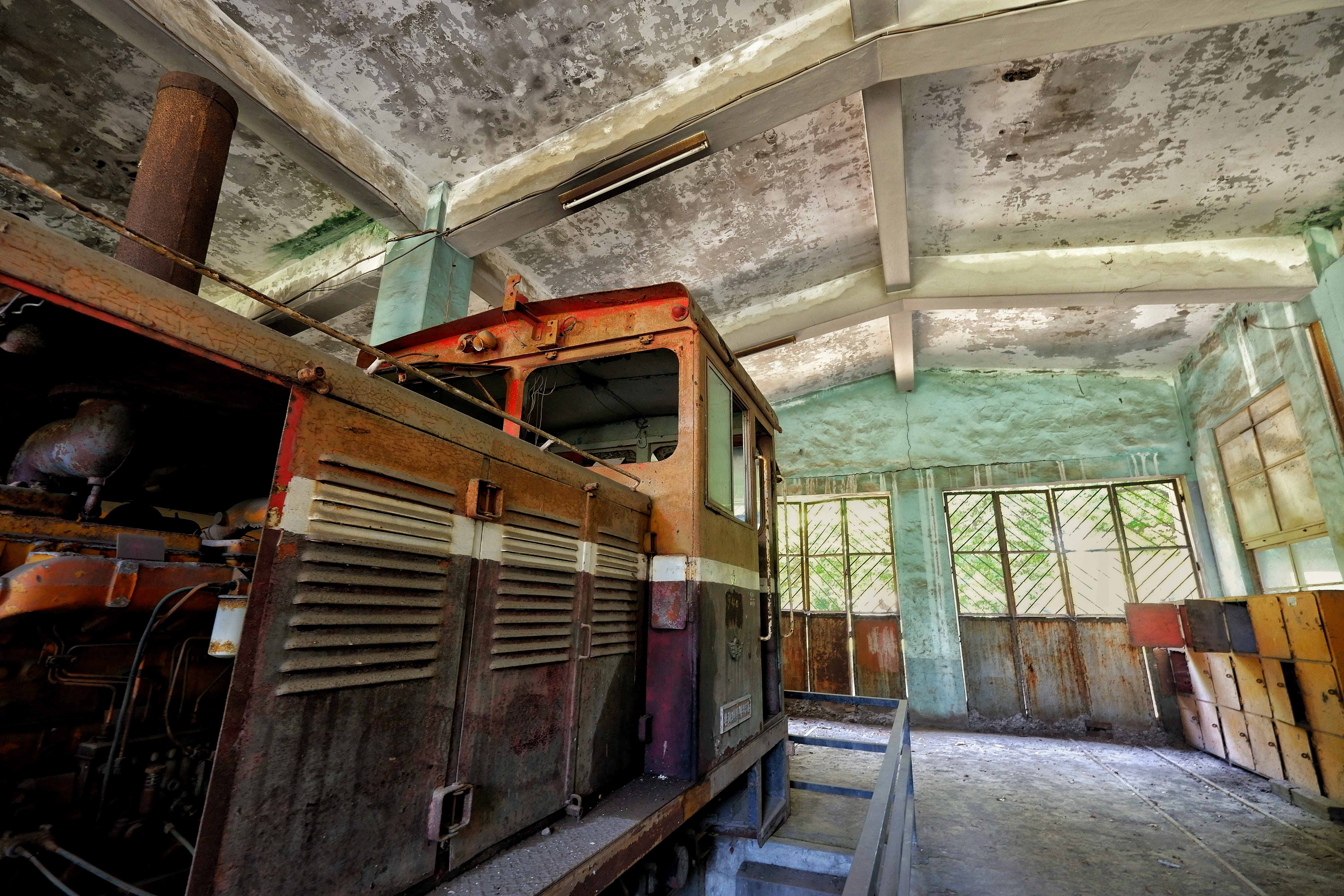
五分車機關庫
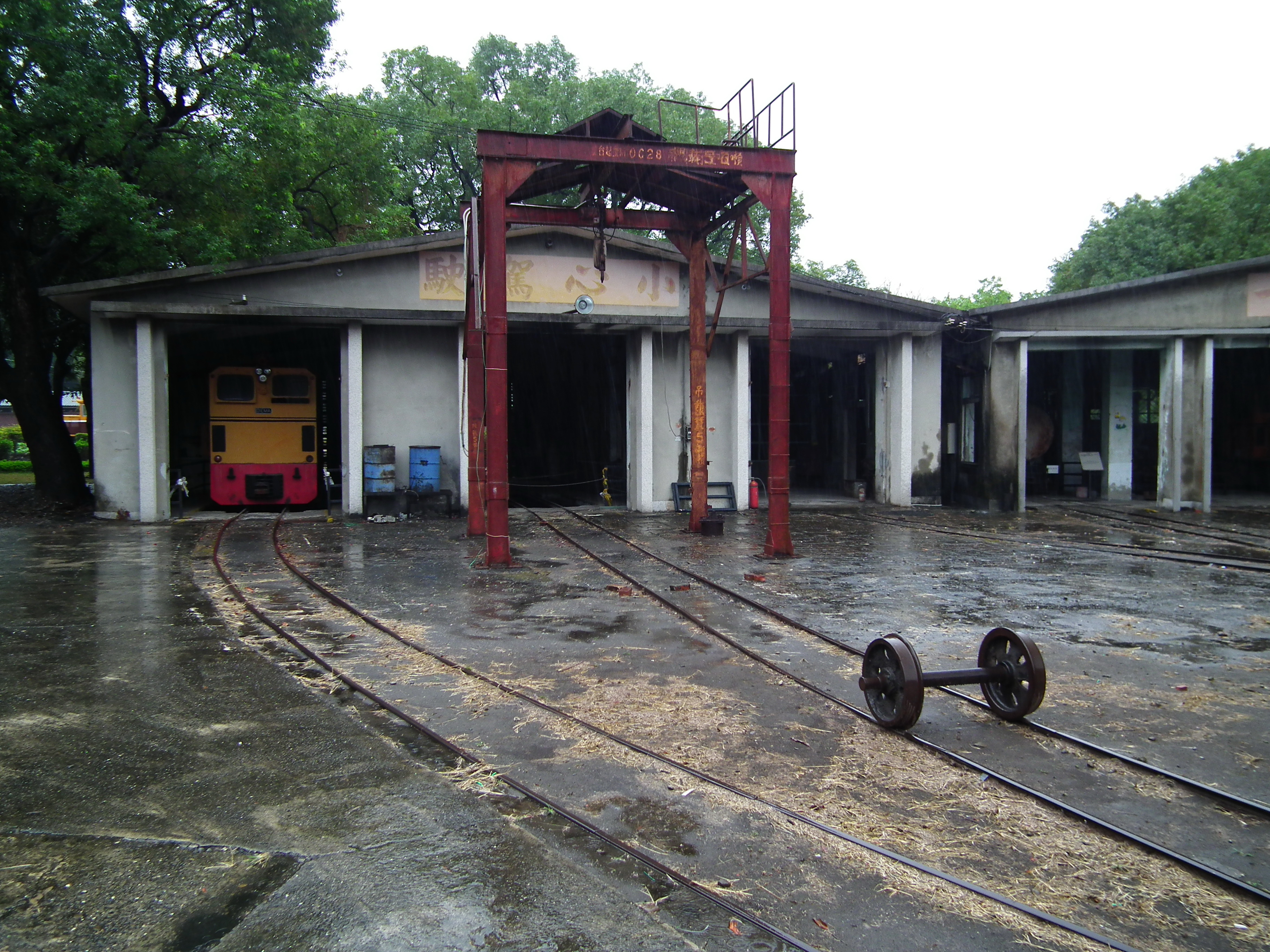
五分車頭庫

#### 鐵道景觀區域
當前原糖業的鐵道區域已被規劃為鐵道景觀區，並靜態展示包括台糖溪州牌內燃機車、台糖德馬牌內燃機車、蔗車等柴液式內燃機車，在糖廠停工後，員工曾運用工廠遺留的鐵件及木料打造「物料循環展示區」，並透過組裝，拆解或重組鐵件及木料創作出一系列火車模型。

### 其他設施

#### 金木善三郎紀念碑

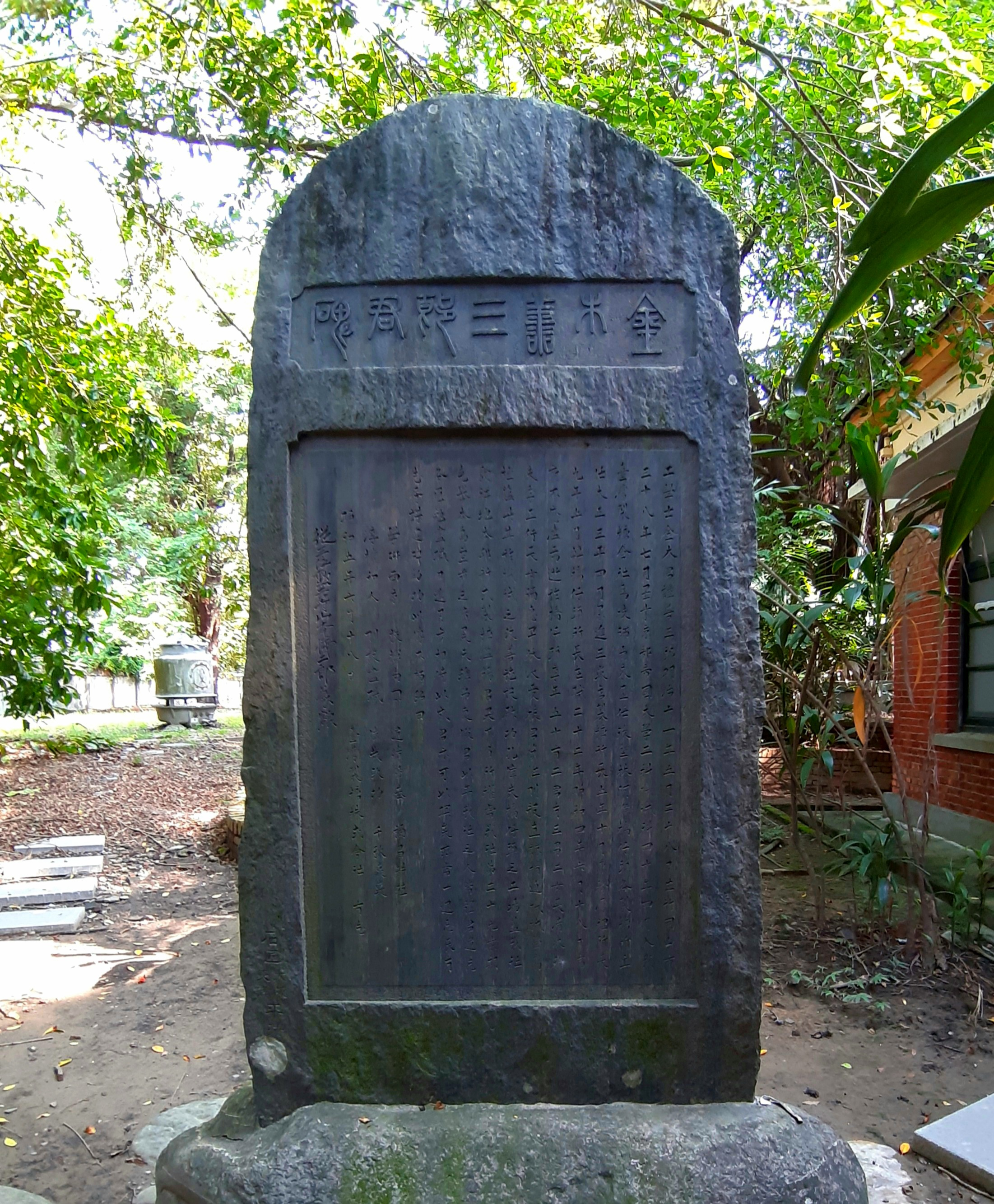
金木善三郎紀念碑

金木善三郎為日本岡山市人，自京都帝國大學畢業後則來臺至糖廠服務，並擔任所長一職。後於昭和4年（1929年）6月病逝於任內，金木逝世一週年後，臺灣製糖株式會社於1930年6月18日立碑以紀其生平、頌其事蹟。
該背碑高約2公尺，俗稱「三好碑」，其刻以篆書與楷書書寫：

工學士金木君諱善三郎，明治十一年五月廿八日生於岡山市，三十八年七月畢業京都帝國大學工科機械科，四十年四月入我臺灣製糖會社為技師，爾來歷任後壁林，阿鍭、橋仔頭各製糖所主任。大正三年四月累進三崁製糖所長，五年十月兼務灣裡所長，九年轉橋仔頭所長，在職二十二年，昭和四年六月十八日宿痾不癒汝焉，逝於橋仔頭，享年五十有二，君有三男二女，長清次和夫、季正行，長女彌惠早夭，次愛枝君資性剛毅直諒精通機械，學窮極蘊奧其於機械之改善施設厥功孔偉，夫橋仔頭之工場，蓋我社發祥地，本邦新式製糖濫君早不負所擢，當我社第二十九業期克舉本島空前之續昊天雖弗更假君以年,我社之人皆體君遺志，各勉其職，日進月步，相倚以作，君亦可以瞑矣，茲當一週忌辰有志胥謀建碑勒功以傳不朽銘曰：

西京學研 技揮南國 遺績肇基 彌昌耕殖
淳樸和人 剛毅盡職 偉哉欽功 千秋嶷嶷
昭和五年六月十八日台灣製糖株式會社
有志口從三位勳二等山本悌二郎篆額
石匠大阪天滿平清

戰後，由於此碑地處偏僻，成為極少數未遭破壞的日治時期紀念碑，至今仍作為園內文化資產保留。

#### 禁閉室

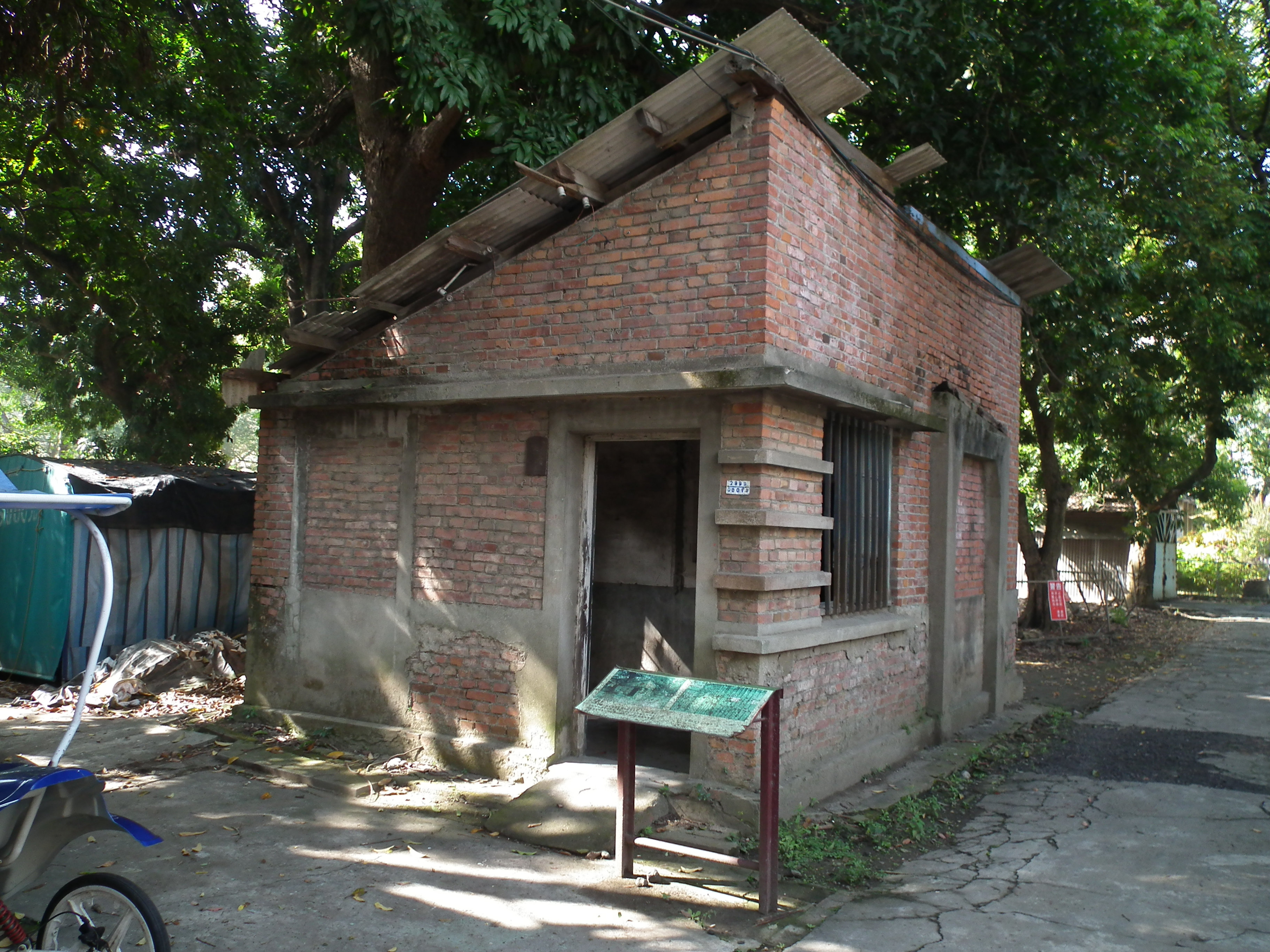
禁閉室

禁閉室於西元1941年興建，該建築內部面積約為6坪大，其門廊具有少許裝飾藝術風格，該建築主要的用處功能，則為關押偷竊、偷吃甘蔗的罪犯使用，當初除了關進禁閉室外，罪犯還會被要求寫悔過書及罰款。此外根據糖廠留下的文獻資料，偷吃1口甘蔗則罰30元，偷吃1節甘則蔗罰300元，而當時一般公務員月薪約3、400元，可見對於罰責上的處理相當嚴苛。在廠區轉型後，當前禁閉室則向公眾開放參觀。

#### 戰時指揮中心
因應軍事防禦、避難及戰爭預防等因素，橋頭糖廠共設有大量防空洞系統，當前園區存有著24座防空洞，其中位於工場鐵道區地下道下方則設有戰後所興建之「戰時指揮中心」，除提供高級長官避難之外也兼作廠區戰時指揮中心。該地道全長約48公尺、寬1.7公尺、高22公尺。
此外，糖廠內部依法規定由單位內員工組成民防組織「防護區團」，每年會定期辦理防護訓練；為機動性組織，如遭遇火災或其他事件也會召集防護團。

#### 裝飾藝術
隨著橋頭糖廠轉型成博物館及文創園區，其廠區各處則設有裝飾藝術及可互動設施，以利民眾參觀。其中則包括糖廠員工利用廢棄鐵件所製作之「鐵園迷城」設施、雕塑藝術家梁任宏的作品《焊鐵妙相立千秋》、劉丁讚《紅蟲》、張新丕《消失的帝國》及黃順男《糖僧精靈》等作品。
另外，園區在戰後時期曾設有一座蔣介石銅像，然而該銅像於2015年4月被一名男子持鐵鎚砸毀，為避免無謂的困擾，台糖傾向石膏像不復原形式，將另以景觀台作為替代。

## 交通資訊

### 捷運
- █ 捷運紅線橋頭糖廠站

### 公車
| 編號 | 經營業者 | 區間                             | 備註       |
| ---- | -------- | -------------------------------- | ---------- |
| 8506 | 義大客運 | 岡山轉運站（岡山車站）－義大世界 | 里程收費。 |

### 公共自行車
- 高雄市公共自行車租賃系統：
  - 捷運橋頭糖廠站(1號出口)：糖南路/橋南路口東北側

## 流行文化
在2017年臺灣電影《血觀音》中，片中翁棠夫人的住所、會議場地等地大多取景於橋頭糖廠的廠長宿舍、社宅事務所等地點。

## 相關
- 橋頭區
- 臺灣糖業公司
- 臺灣糖業鐵路
- 橋頭糖廠站（高雄捷運紅線）
- 高雄市橋頭區興糖國民小學：曾經是橋頭糖廠的附屬小學。

## 外部連結
- 臺灣糖業博物館
- 台灣糖業股份有限公司——橋頭糖廠 （页面存档备份，存于）
- 高雄市政府文化局——橋仔頭糖廠
- 高雄市政府文化局——橋仔頭糖廠文化景觀
- 文化部文化資產局——橋仔頭糖廠 （页面存档备份，存于）
- 文化部文化資產局——橋仔頭糖廠文化景觀 （页面存档备份，存于）